# Kathedrale von Limoges

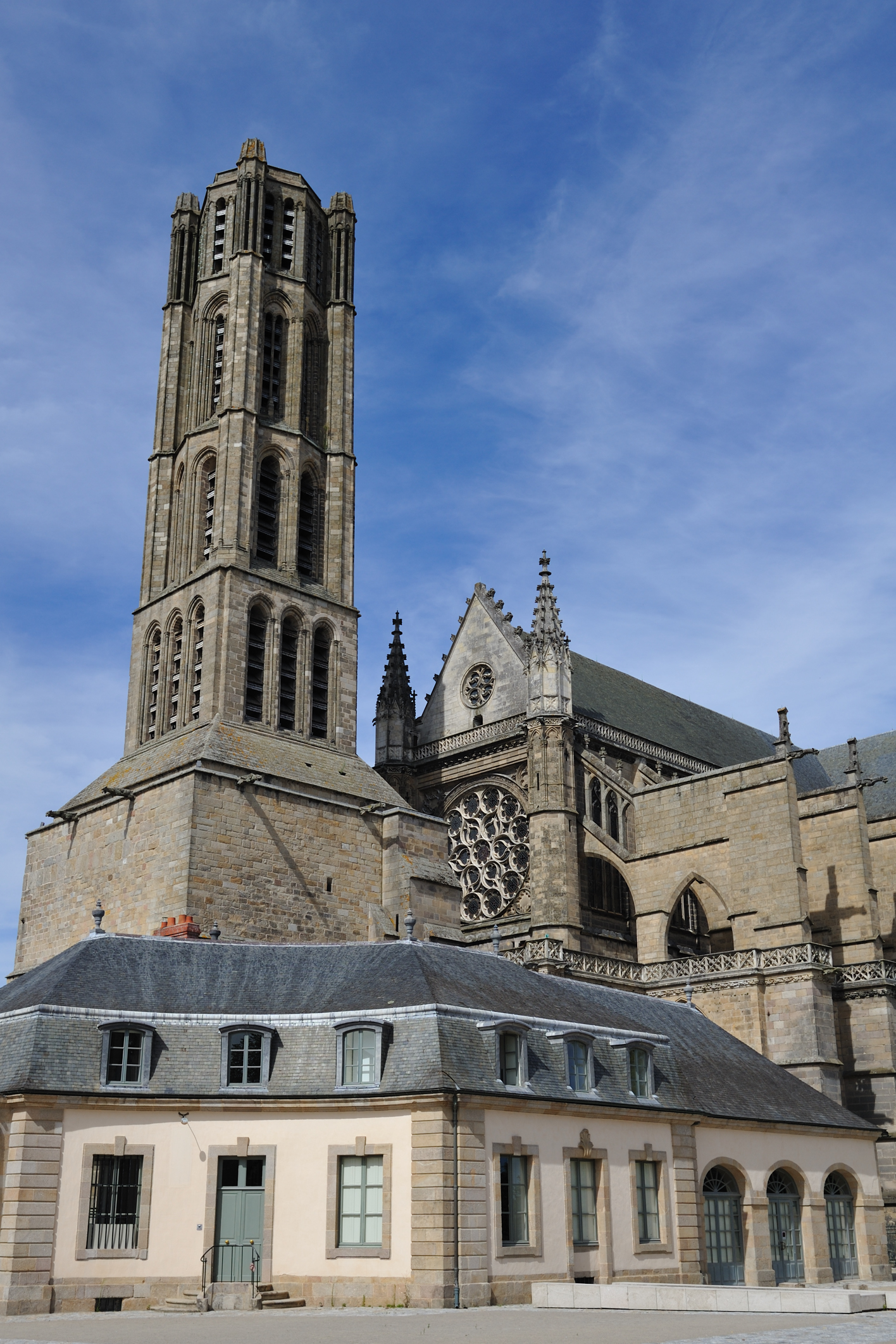
Kathedrale Saint-Étienne

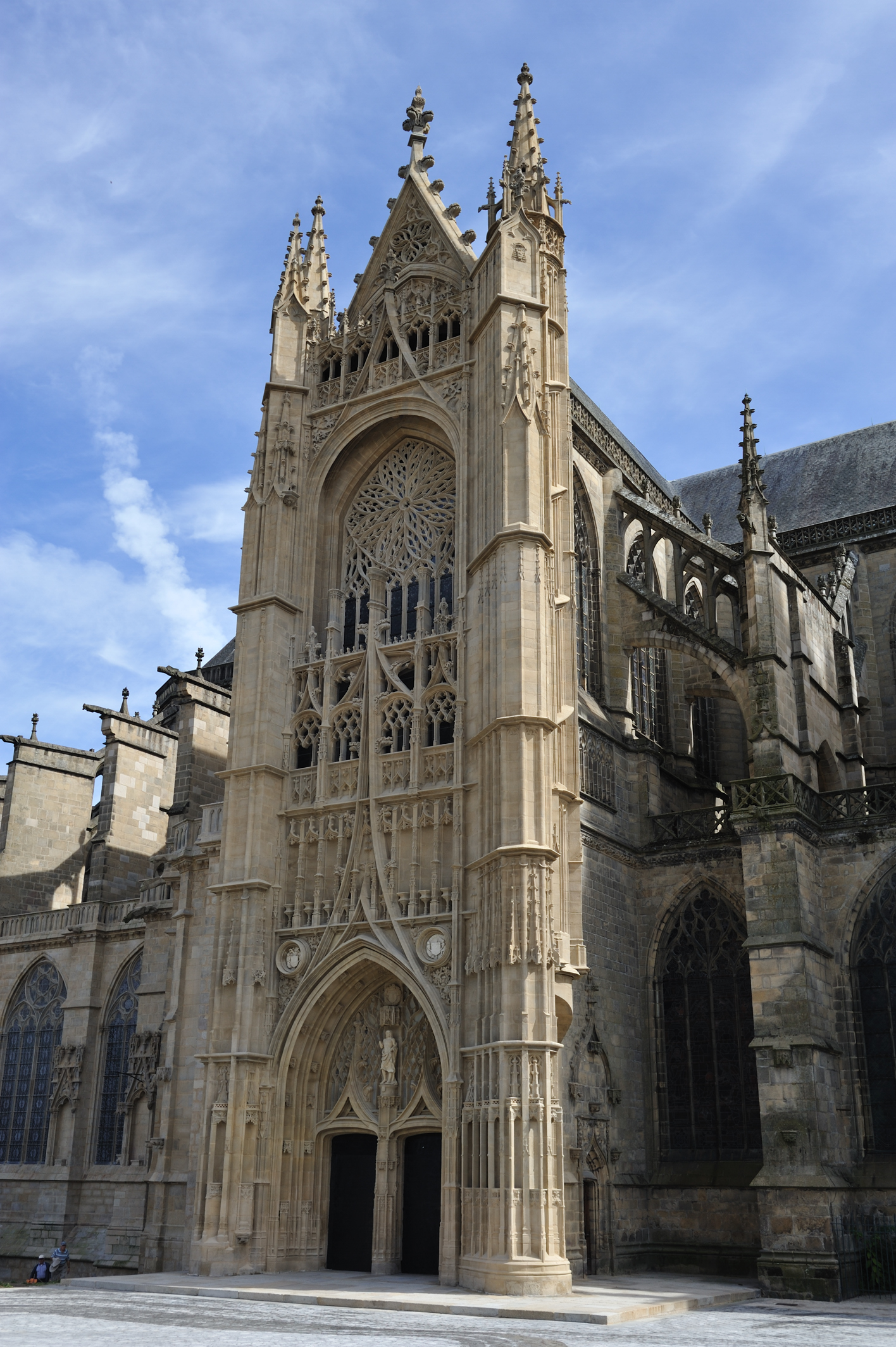
Portal Saint-Jean

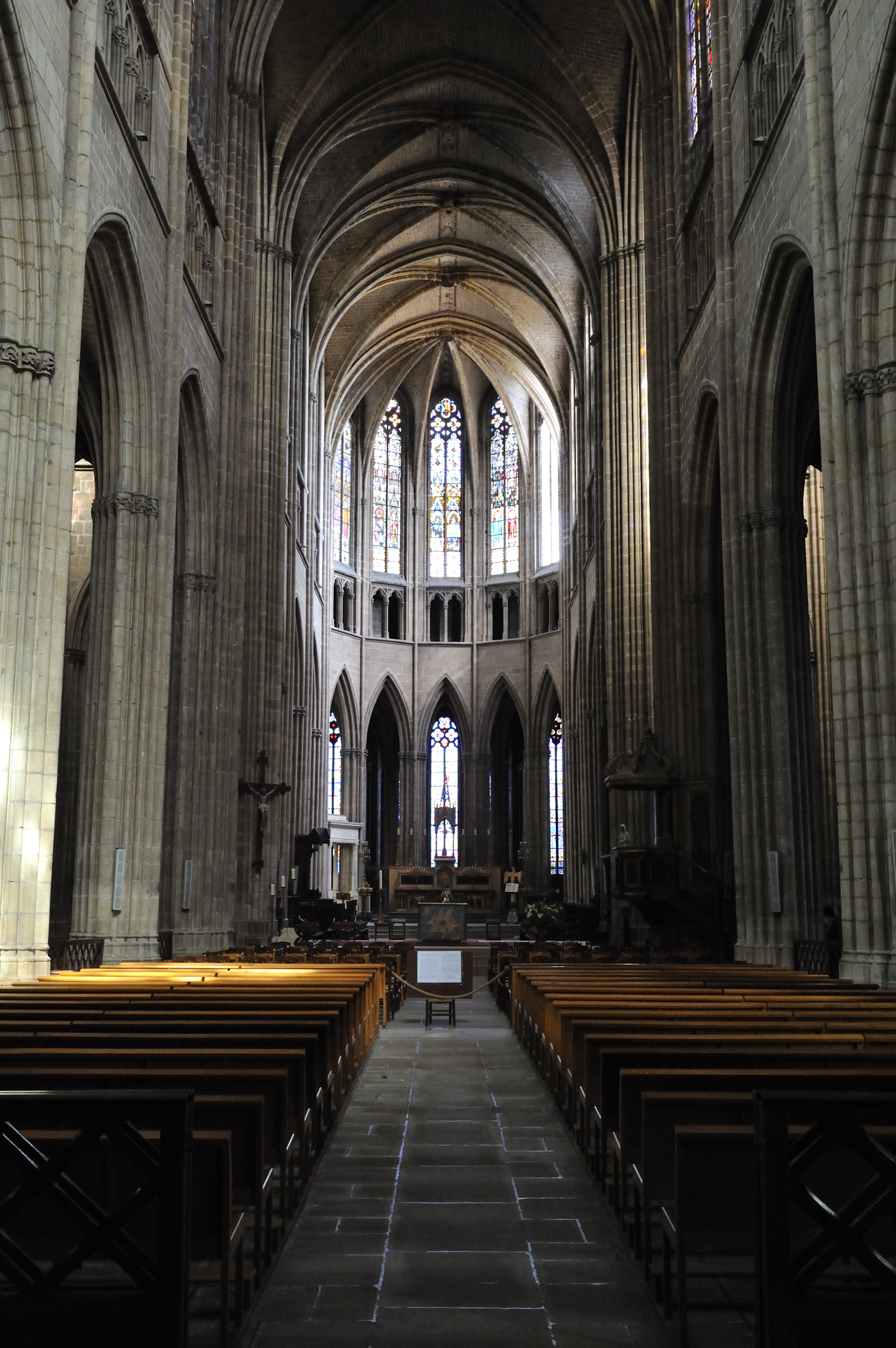
Innenraum mit Blick zum Chor

Die Kathedrale Saint-Étienne, die Bischofskirche des Bistums Limoges in der gleichnamigen Hauptstadt des Départements Haute-Vienne und der ehemaligen französischen Region Limousin, heute Nouvelle-Aquitaine, wurde Ende des 13. Jahrhunderts im Stil der Gotik begonnen und Ende des 19. Jahrhunderts vollendet. In der Kirche sind Wandmalereien aus dem 14. Jahrhundert, Bleiglasfenster aus dem 14., 15. und 16. Jahrhundert, prächtige Grabmäler und ein Lettner aus der Renaissance erhalten. Die Kirche, die dem Märtyrer Stephanus geweiht ist, wurde im Jahr 1862 als Monument historique in die Liste der Baudenkmäler (Base Mérimée) in Frankreich aufgenommen.

## Geschichte
Bereits im Jahr 1095 weihte Papst Urban II. an der Stelle der heutigen Kirche eine romanische Kathedrale, von der nur noch die nicht zugängliche Krypta und die unteren Stockwerke des Glockenturms erhalten sind. Unter dem Bischof Aymeric de La Serre wurde der Bau einer neuen Kathedrale beschlossen, zu der im Jahr 1273 die Grundsteinlegung erfolgte. Als erstes wurde der neue Chor errichtet, den man an das romanische Langhaus anfügte. 1327 mussten die Bauarbeiten wegen Geldmangels unterbrochen werden. Erst fünfzig Jahre später entstanden die Kapelle Saint-Martial und ein Teil des nördlichen Querhauses, einige Jahre später folgte das südliche Querhaus. Nach dem Ende des Hundertjährigen Krieges wurden in den Jahren zwischen 1458 und 1499 die beiden östlichen Joche des Langhauses erbaut. In der ersten Hälfte des 16. Jahrhunderts ließen die Bischöfe Philippe de Montmorency und Charles de Villiers de l’Isle-Adam das Portal Saint-Jean des nördlichen Querhauses errichten. Im Jahr 1533 gab Jean de Langeac den Lettner in Auftrag und verfügte den Bau der vier westlichen Langhausjoche. Durch den Tod des Bischofs im Jahr 1541 und die Hugenottenkriege in der zweiten Hälfte des 16. Jahrhunderts wurden die Bauarbeiten ein weiteres Mal unterbrochen. Erst in der dritten Bauphase, in den Jahren 1876 bis 1888, wurde unter dem Bischof Alfred Duquesnay das Langhaus mit dem bis dahin isoliert stehenden Glockenturm verbunden.

## Architektur

### Turm
An der Westfassade erhebt sich der mächtige, 62 Meter hohe Glockenturm, dessen drei untere, quadratische Stockwerke noch aus dem romanischen Vorgängerbau stammen. Die vier oberen, mit Ecktürmchen versehenen Stockwerke wurden in gotischer Zeit aufgebaut. Die Portalvorhalle unter dem Turm, die ebenfalls noch auf die romanische Kathedrale aus dem 11. Jahrhundert zurückgeht, wird von einem auf vier Säulen aufliegenden Kreuzgratgewölbe überspannt. An den Wänden sind mit Gravuren und Inschriften versehene Grabplatten von Chorherren aus dem 14. und 15. Jahrhundert angebracht.

### Portal Saint-Jean
Das Portal Saint-Jean des nördlichen Querhauses gilt als ein Meisterwerk der Flamboyantgotik und wurde zwischen 1516 und 1530 aus Granit gemeißelt. Es wird von einem mit Maßwerk verzierten Tympanon überfangen und von spitzbogigen Archivolten gerahmt. Darüber sind mit Baldachinen bekrönte Nischen in die Fassade eingeschnitten, über denen sich mit Maßwerk verzierte Arkaden öffnen. Den oberen Abschluss bildet eine ebenfalls mit Maßwerk versehene Rosette. Auf den holzgeschnitzten Türflügeln sind Episoden aus dem Leben des heiligen Stephanus, des Kirchenpatrons, und des heiligen Martial von Limoges im Stil der Renaissance dargestellt.

### Innenraum
Trotz der unterschiedlichen Bauphasen und der langen Bauzeit wirkt der Innenraum sehr einheitlich. Das dreischiffige Langhaus ist in fünf Joche und eine westliche Vorhalle gegliedert. Die hohen Spitzbogenarkaden ruhen auf Bündelpfeilern, über der Arkadenzone verläuft ein Triforium, über dem im Langhaus vierbahnige und im Chor zweibahnige Maßwerkfenster eingeschnitten sind.

## Wandmalereien
In den Apsiskapellen, der Chapelle Sainte-Germaine und der Chapelle Saint-Léonard, und im Chorumgang sind Reste von Wandmalereien aus der Mitte des 14. Jahrhunderts erhalten, die 1986/87 restauriert wurden. Die Malereien in der Chapelle Saint-Léonard wurden bereits zu Beginn des 19. Jahrhunderts entdeckt, die Malereien in der Chapelle Sainte-Germaine
sind seit 1853 bekannt.
Die Malereien in der Chapelle Sainte-Germaine sind in zwei Ebenen unterteilt. Auf der oberen Ebene sind eine Madonna mit Kind, ein Bischof und ein Heiliger oder eine Heilige ohne Kopf (Cephalophore), die heilige Valeria oder der heilige Martial, und eine Kreuzigungsszene zu erkennen. Auf der unteren Ebene sind eine weibliche Figur, die vor einem Baum kniet, und ein Engel mit einem Kleeblattkreuz in der Hand, vielleicht eine Verkündigungsszene oder die Szene Noli me tangere, dargestellt.
Die Malereien in der Chapelle Saint-Léonard sind in drei Ebenen angeordnet und wie die Malereien in der Chapelle Sainte-Germaine in eine imposante Scheinarchitektur eingebettet. Es sind Szenen aus dem Leben der heiligen Valeria von Limoges oder der heiligen Katharina und der Jungfrau Maria zu erkennen, über denen musizierende Engel schweben. Im oberen Bereich sind Christus und die Auferstehung der Toten dargestellt.

## Bleiglasfenster

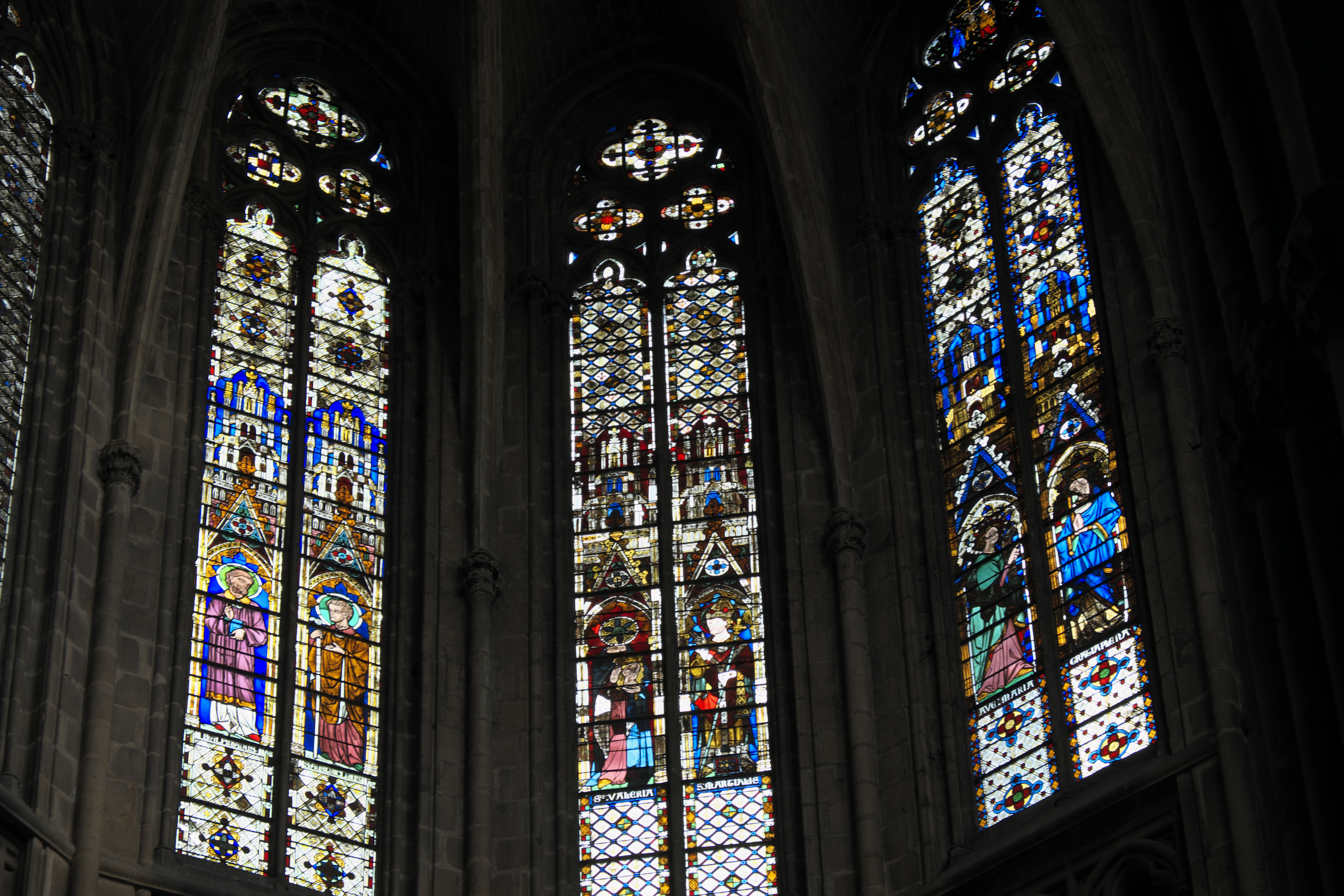
Heilige Valeria und heiliger Martial (Mitte), Verkündigung (rechts)

Von den ursprünglichen Bleiglasfenstern aus dem 14., 15. und 16. Jahrhundert sind zum großen Teil nur noch Fragmente erhalten. Sie wurden in der zweiten Hälfte des 19. Jahrhunderts restauriert und in die damals von den Glasmalern Louis Charles Auguste Steinheil, Achille Oudinot und Louis Saint-Blancat neu geschaffenen Fenster integriert.
Im zentralen Chorfenster, das 1865 von Louis Charles Auguste Steinheil geschaffen wurde, sind im Tympanon Scheiben aus dem 14. Jahrhundert erhalten. Auf den Vierpassscheiben sind eine Majestas Domini, Christus als Weltenrichter, der heilige Stephanus und der heilige Martial von Limoges dargestellt.
Große Personendarstellungen sind nur noch auf zwei oberen Fenstern im Chor und auf zwei Fenstern im Langhaus, die ursprünglich im Chor eingebaut waren, erhalten. Die Darstellung der Verkündigung auf dem mittleren oberen Chorfenster und die Figuren der heiligen Valeria und des heiligen Martial auf dem linken oberen Chorfenster werden ins 14. oder 15. Jahrhundert datiert. Die Darstellungen des Apostels Bartholomäus und eines weiteren Apostels wie die Darstellung des Apostels Paulus und Johannes des Täufers stammen aus dem 15. Jahrhundert. Sie wurden 1888 von den Glasmalern Louis Charles Auguste Steinheil und Achille Oudinot restauriert, ergänzt und neu zusammengesetzt.
In den anderen Fenstern sind nur noch die Scheiben der Baldachine über den Figuren, Fragmente des ornamentalen Dekors und Scheiben in den Tympana von der ursprünglichen Bleiverglasung erhalten.
Das Fenster mit der Szene der Kreuzesprobe trägt die Signatur: „L. ST. BLANCAT TOULOUSE 1883“. Die Scheiben im Tympanon stammen aus der ersten Hälfte des 16. Jahrhunderts. Auf ihnen sind die Kreuzigung Christi und Engel, die die Leidenswerkzeuge tragen, dargestellt. Auch das Fenster mit der Darstellung der Schutzmantelmadonna weist die Signatur von Louis Saint-Blancat und die Jahreszahl 1880 auf. Im Tympanon sind Scheiben eines Fensters aus der ersten Hälfte des 16. Jahrhunderts enthalten, auf denen Gottvater umgeben von musizierenden Engeln dargestellt ist. Das Fenster war vermutlich von Charles de Villers de l’Isle-Adam, der von 1522 bis 1530 Bischof von Limoges war, in Auftrag gegeben worden. Aus der gleichen Zeit stammen auch die Scheiben der Rosette über dem Portal Saint-Jean am nördlichen Querhaus. Auf dem Vierpass in der Mitte ist Christus dargestellt, auf den umgebenden Scheiben sind Engel und Seraphim zu sehen.

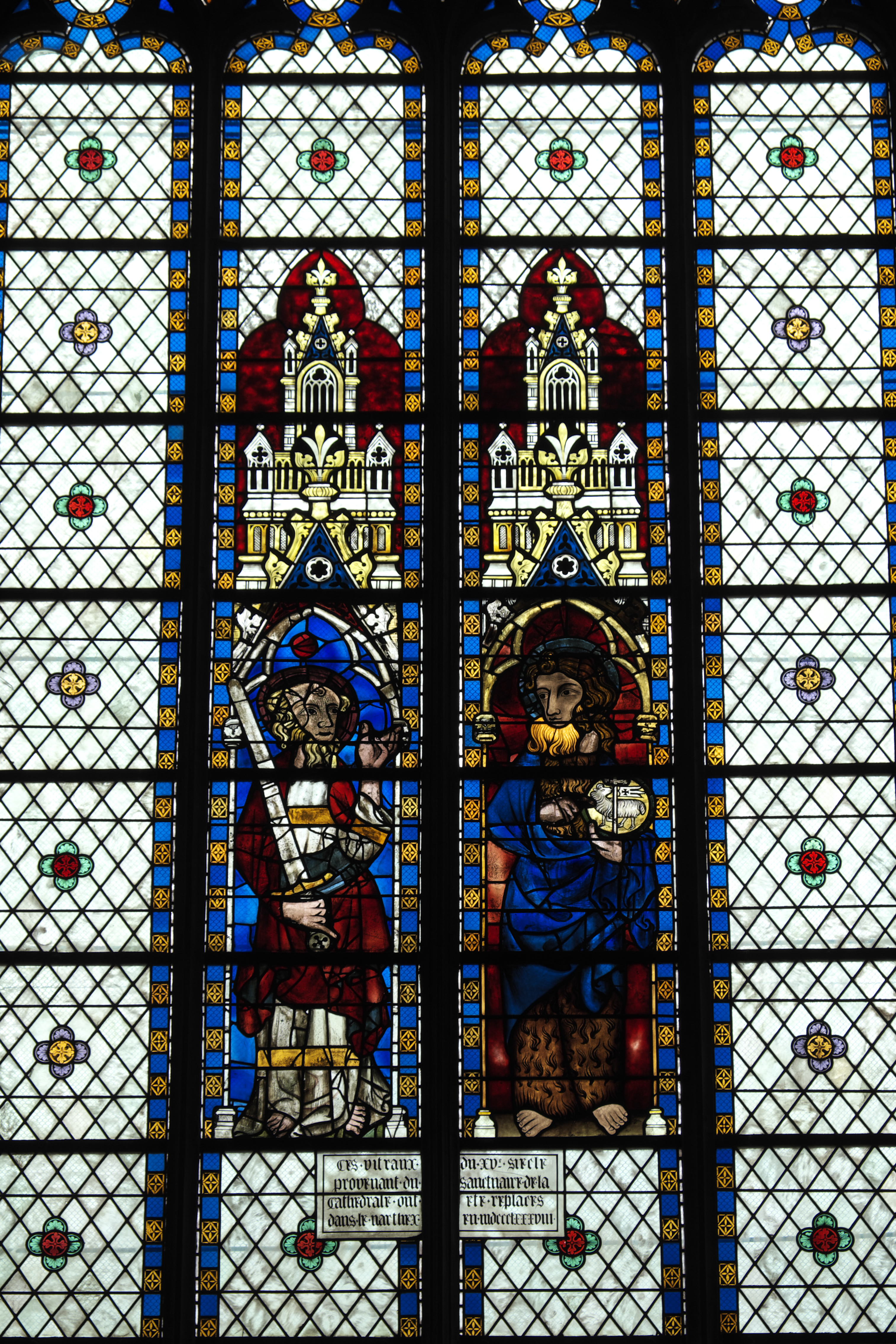
Apostel Paulus und Johannes der Täufer
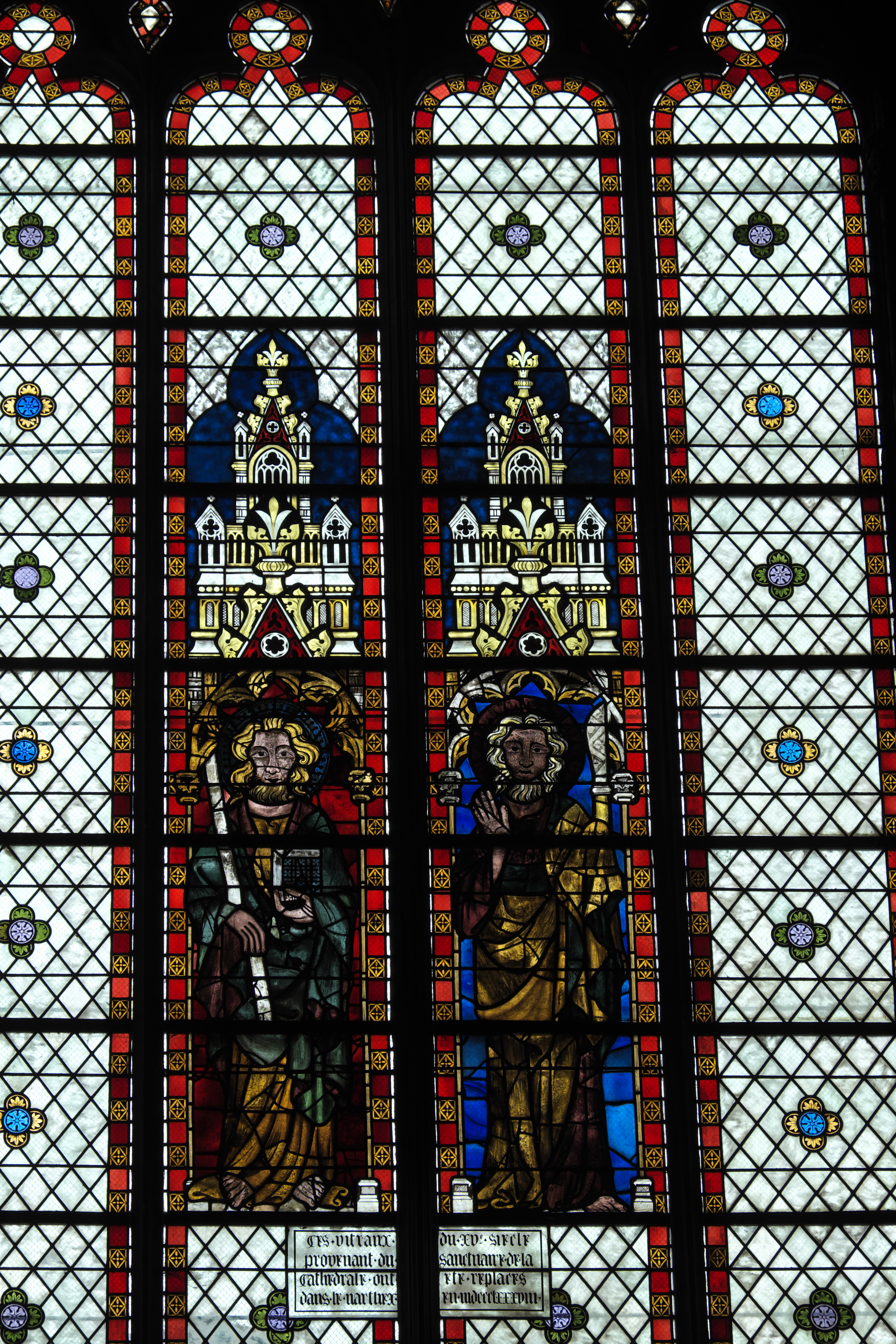
Apostel Bartholomäus (rechts)
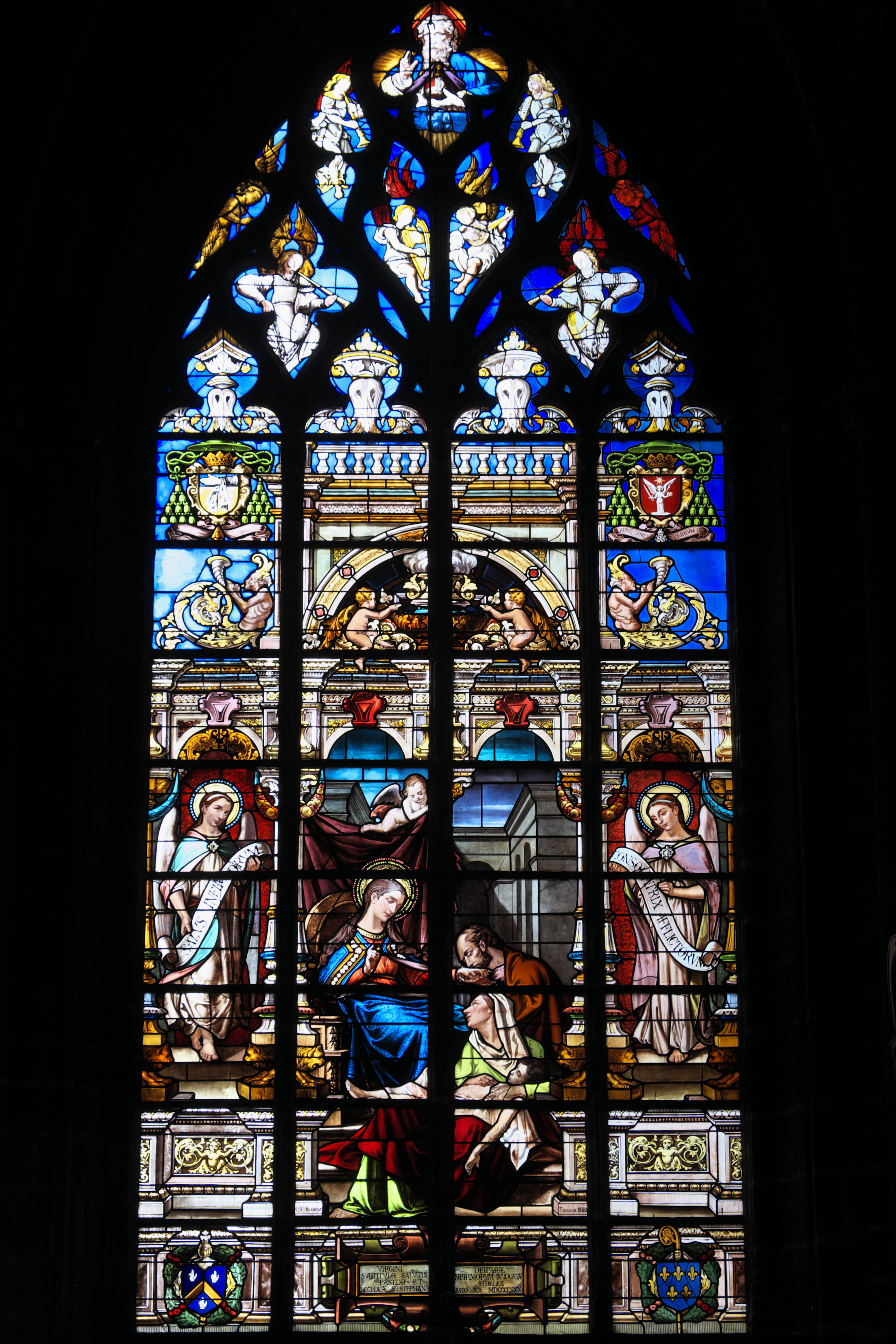
Schutzmantelmadonna, Gottvater und Engel im Tympanon
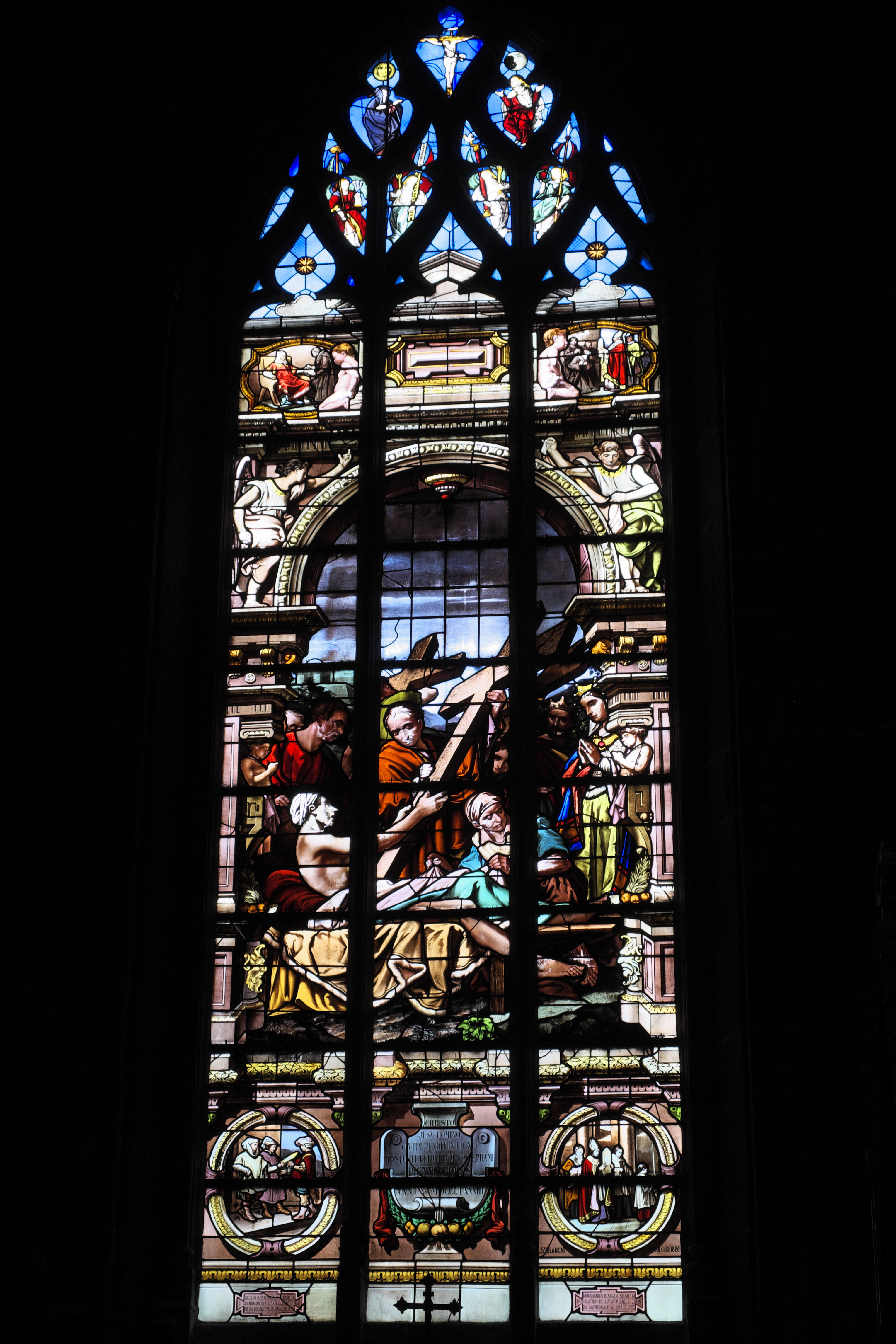
Kreuzesprobe, Christus am Kreuz und Engel mit Leidenswerkzeugen im Tympanon

## Lettner

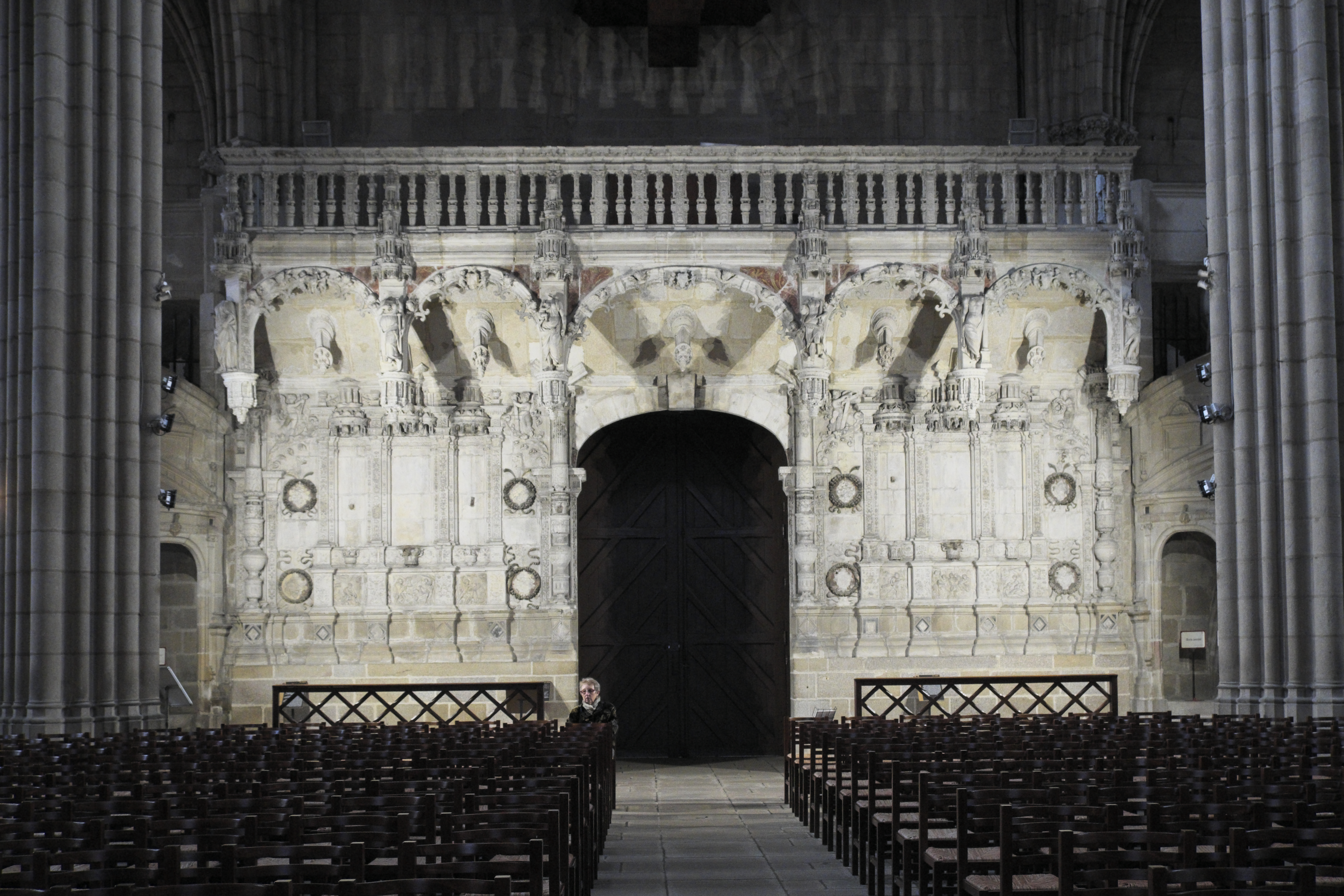
Lettner

Der von Bischof Jean de Langeac in Auftrag gegebene und mit reichem Renaissancedekor verzierte Lettner wurde zwischen 1533 und 1536 ausgeführt. Während der Französischen Revolution wurde er stark beschädigt. Ende des 19. Jahrhunderts wurde der Lettner, der ursprünglich Querhaus und Chor voneinander trennte, an die westliche Vorhalle gesetzt. Auf beiden Seiten führt eine Wendeltreppe zur Empore, die von einer steinernen Balustrade begrenzt wird. Fünf Arkaden gliedern die Vorderseite, in deren Mitte sich ein Portal öffnet. Seitlich sind Nischen mit Baldachinen in die Fassade eingeschnitten, die ursprünglich mit Statuen besetzt waren, die allerdings nicht mehr erhalten sind. Auf vier Reliefs sind Putten mit den Leidenswerkzeugen Christi dargestellt. Die sechs Abhänglinge unter der Brüstung sind mit allegorischen Figuren der Tugenden verziert, die von dem Bildhauer Jean Arnaud geschaffen wurden und denen während der Revolution die Köpfe abgeschlagen wurden. Die Reliefs am Sockel stellen die Taten des Herkules dar. 1885 wurde von dem Lettner ein Abguss hergestellt, der in der Cité de l’architecture et du patrimoine in Paris ausgestellt ist.

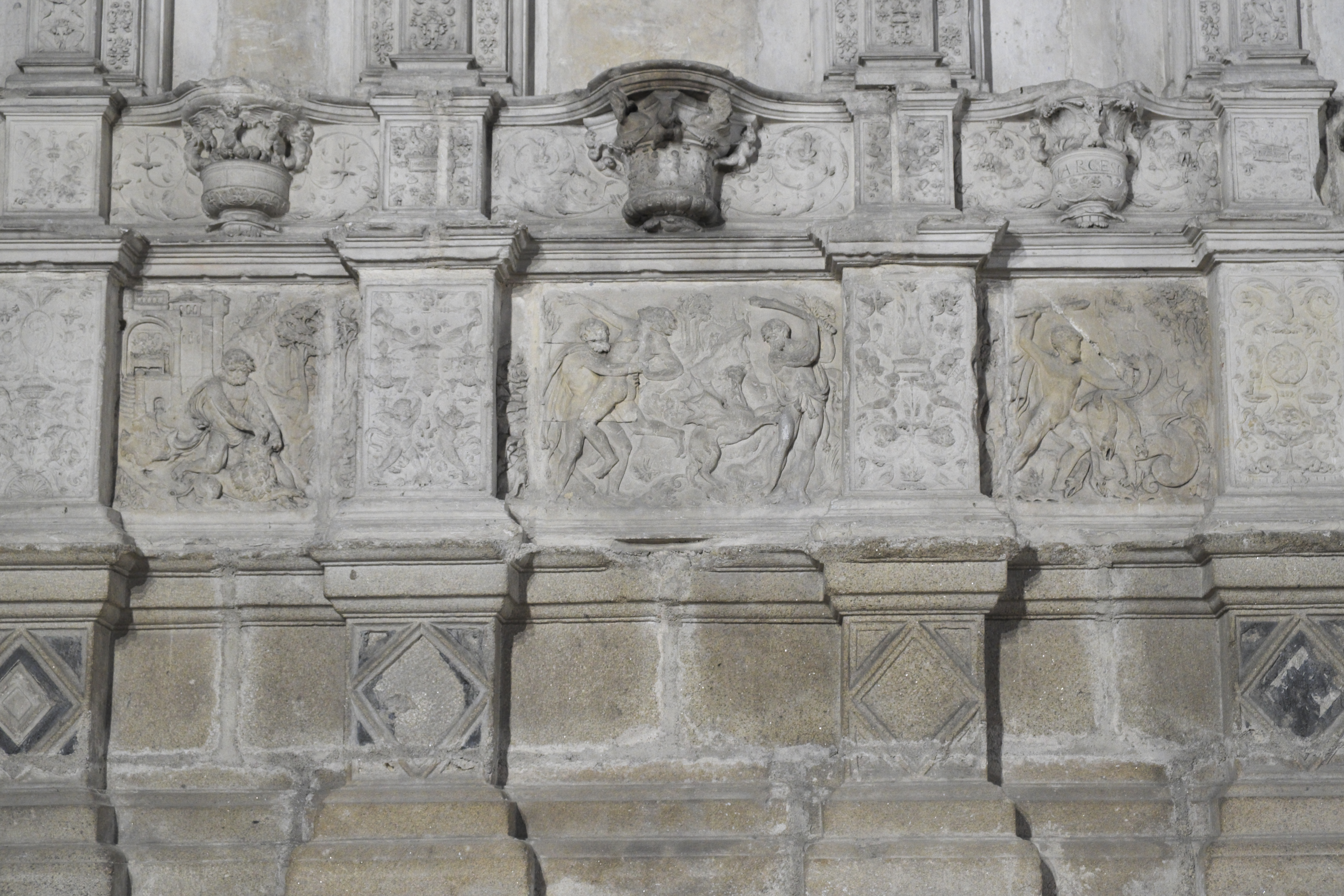
Taten des Herkules
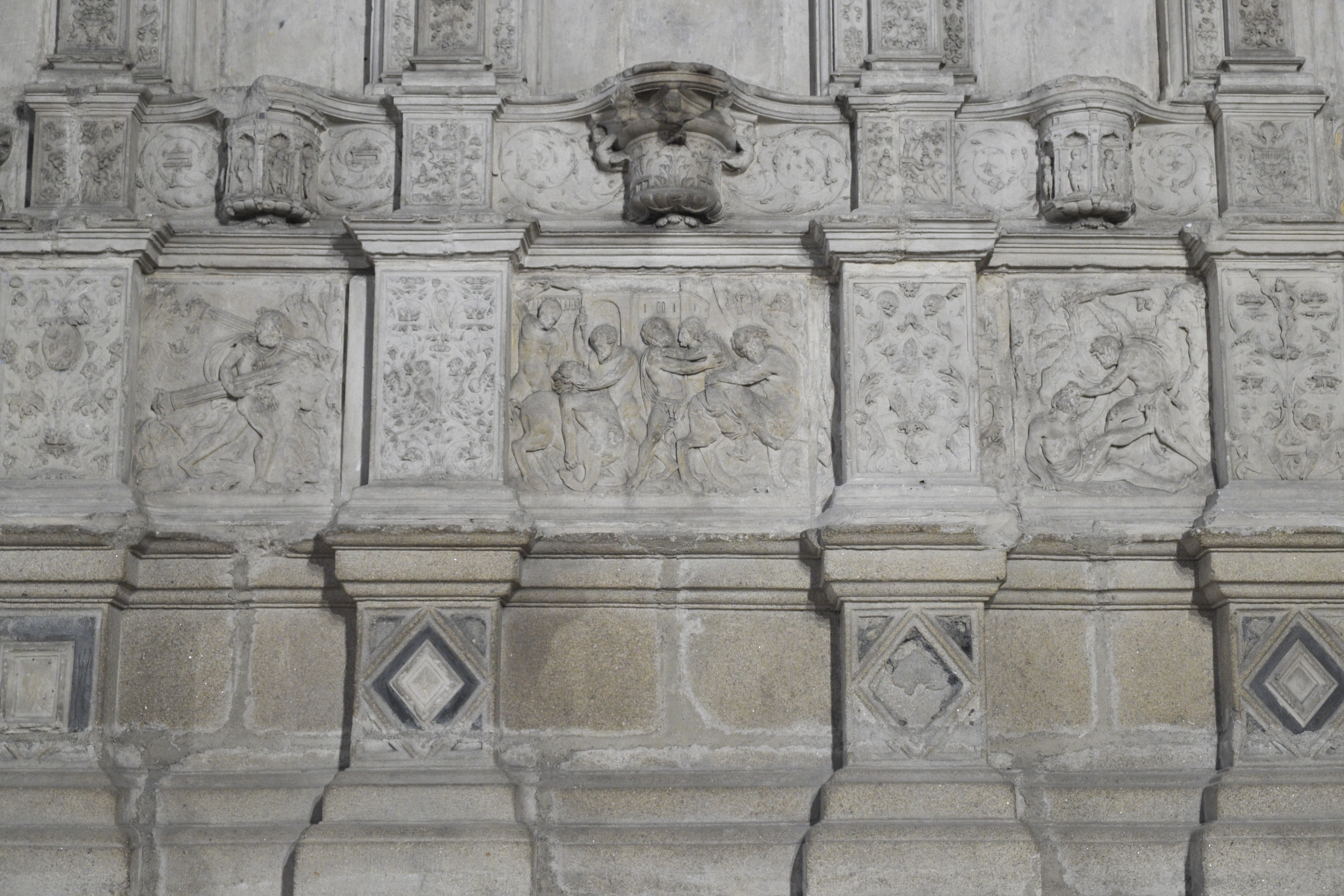
Taten des Herkules
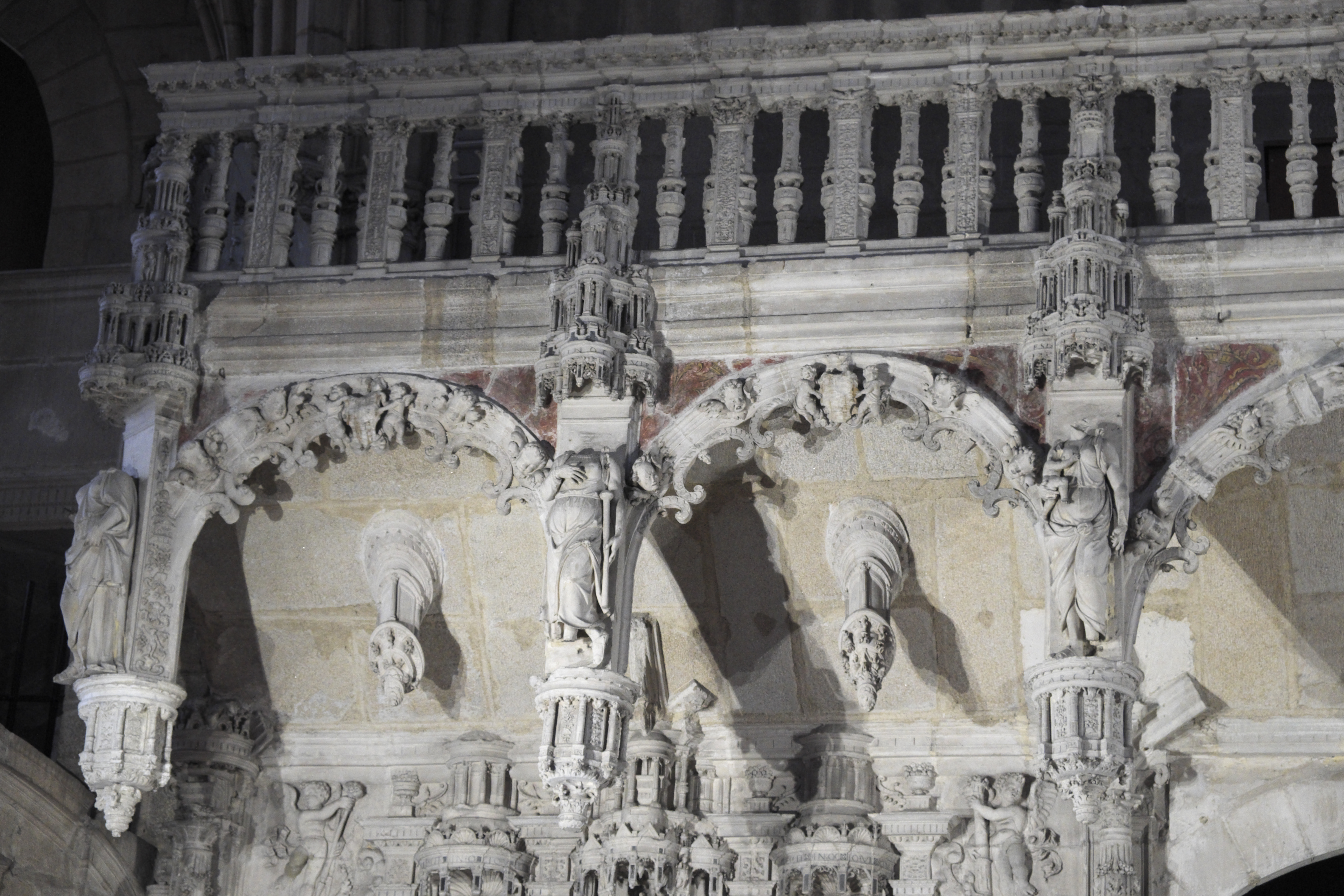
Allegorische Figuren der Tugenden
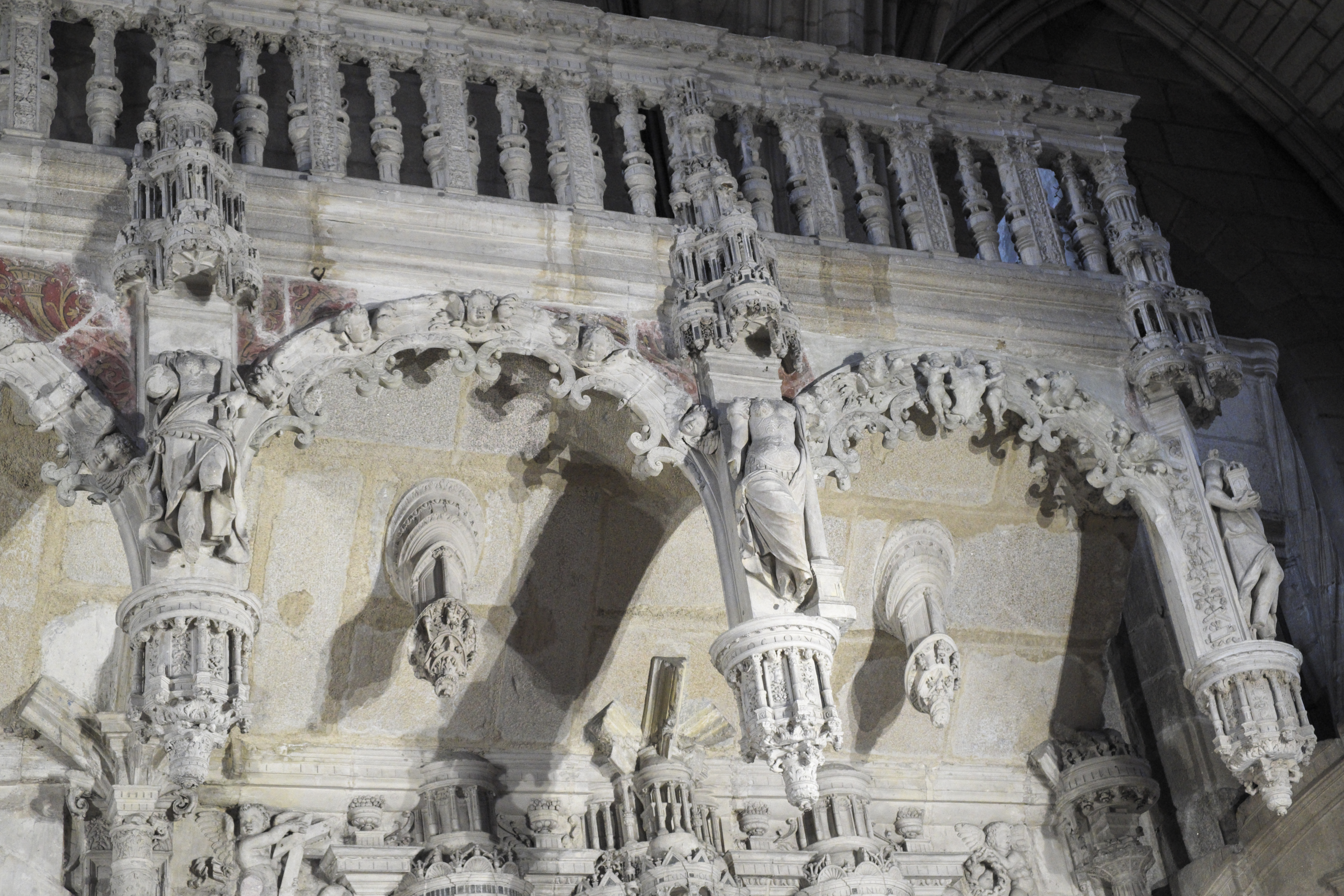
Allegorische Figuren der Tugenden

## Weitere Ausstattung
Die Figurengruppe der Steinigung des heiligen Stephanus, die Figur des segnenden Christus und die Figur eines Bischofs, die als heiliger Martial von Limoges interpretiert wird, werden ins 14. Jahrhundert datiert. Sie befanden sich bis 1956 an der Außenfassade der Kathedrale und wurden durch Witterungseinflüsse stark beschädigt. Sie sind heute im Innenraum aufgestellt.

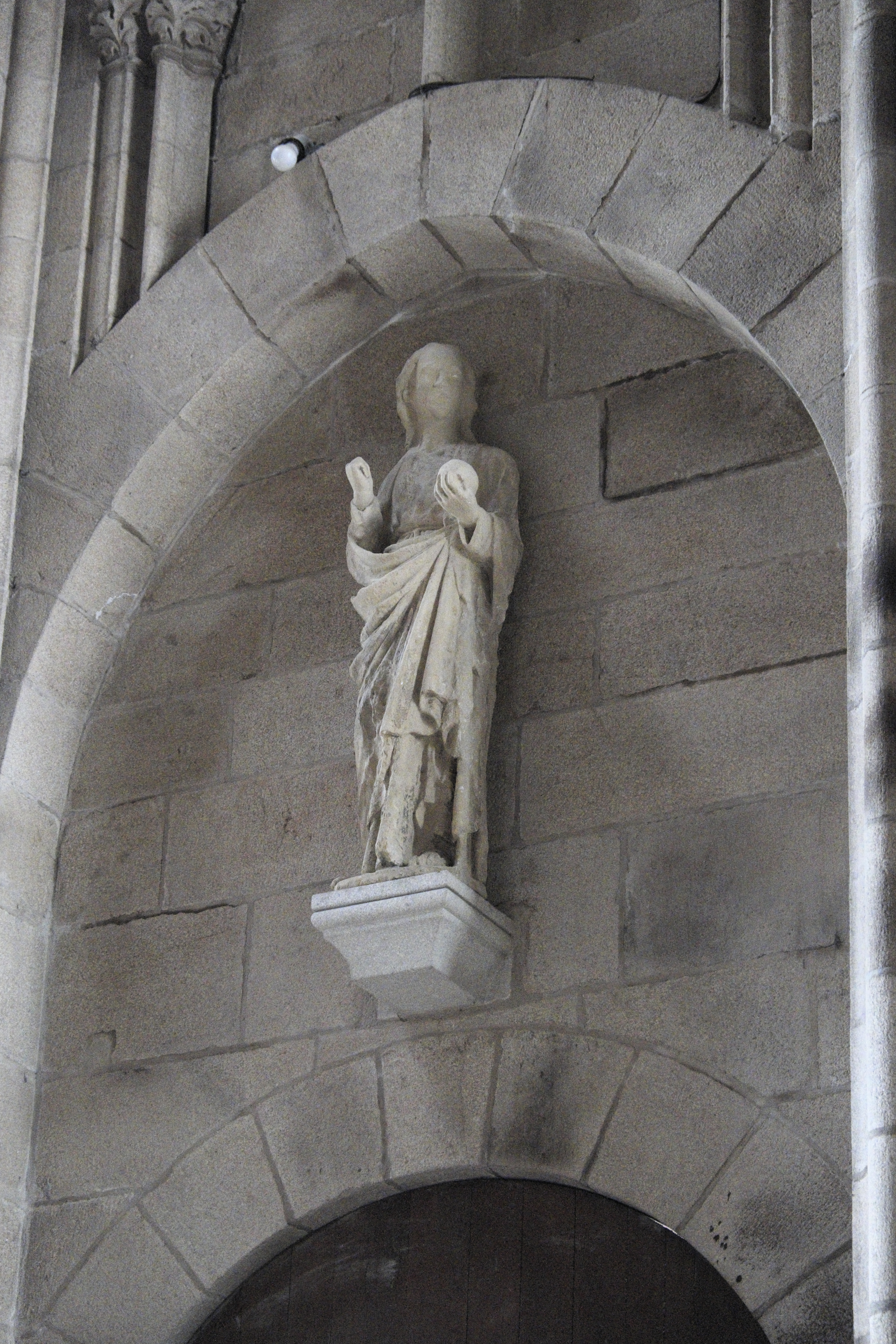
Segnender Christus
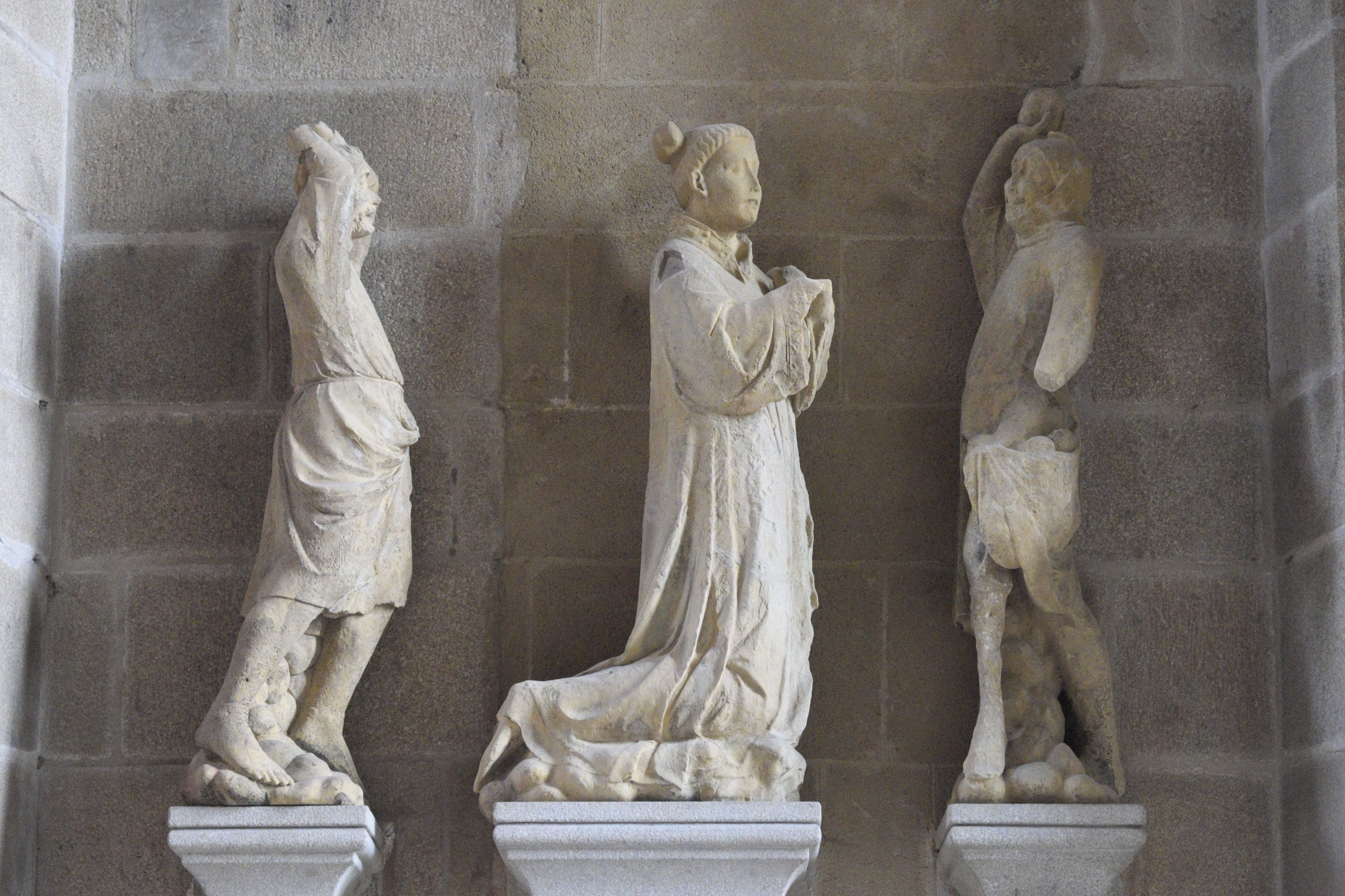
Steinigung des heiligen Stephanus
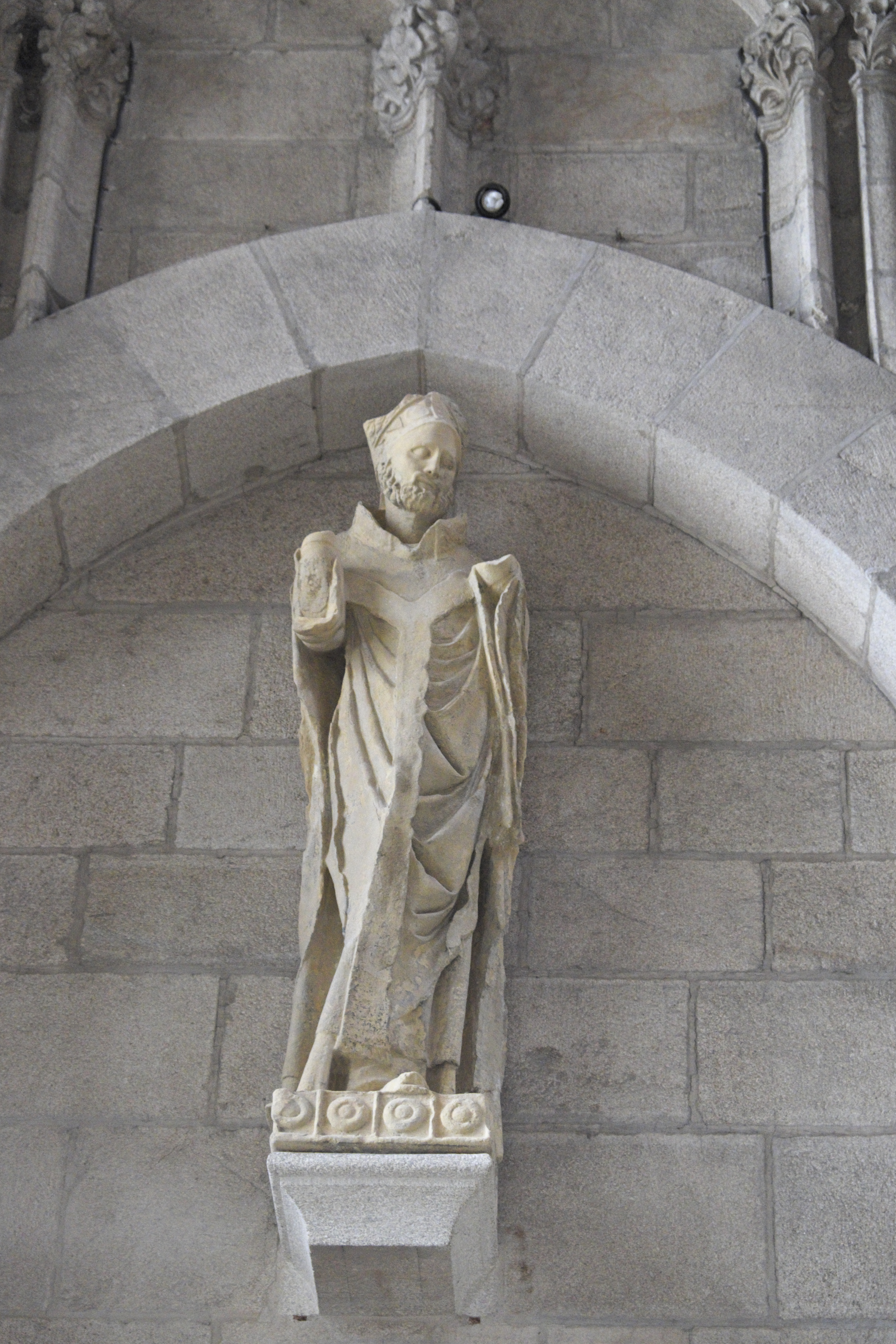
Statue eines Bischofs

## Orgeln

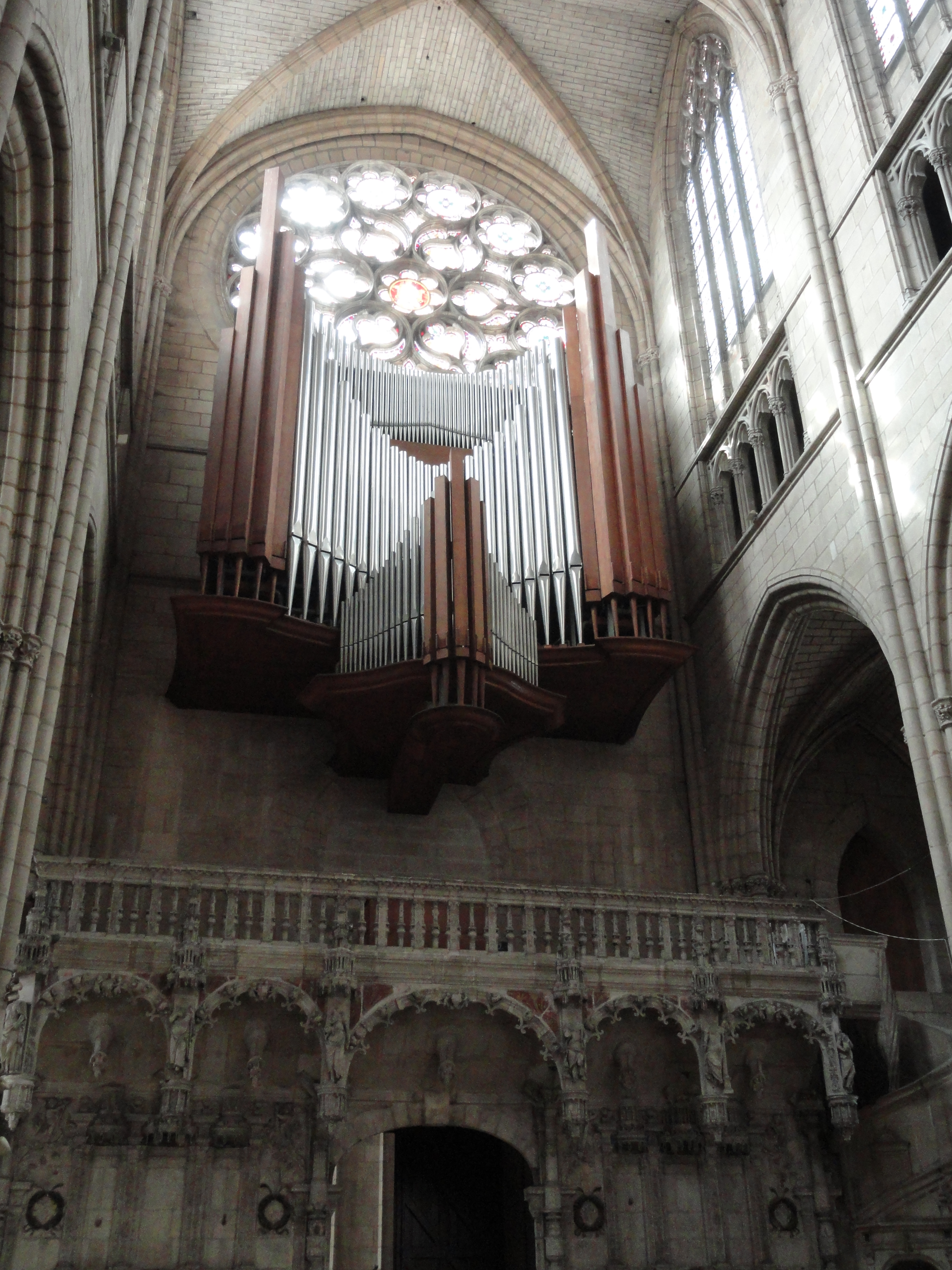
Blick auf die Hauptorgel

Die Hauptorgel wurde 1963 von der Orgelbaufirma Danion-Gonzalez erbaut. Das Instrument hat 48 Register auf drei Manualen und Pedal. Die Trakturen sind elektrisch.
| I Grand-Orgue C-c4 |     |
| Montre             | 16' |
| Montre             | 08' |
| Flûte à fuseau     | 08' |
| Bourdon            | 08' |
| Diapason           | 08' |
| Prestant           | 04' |
| Flûte              | 04' |
| Doublette          | 02' |
| Plein-jeu II       |     |
| Plein-jeu IV       |     |
| Cymbale IV         |     |
| Cornet V           |     |
| Bombarde           | 16' |
| Trompette          | 08' |
| Clairon            | 04' |

| II Positif C-c4  |        |
| Principal        | 8'     |
| Bourdon          | 8'     |
| Salicional       | 8'     |
| Prestant         | 4'     |
| Quinte           | 2 ⁄3'  |
| Doublette        | 2'     |
| Quarte           | 2'     |
| Tierce           | 1 3⁄5' |
| Larigot          | 1 ⁄3'  |
| Plein-jeu III 00 |        |
| Cymbale II       |        |
| Trompette        | 8'     |
| Cromorne         | 8'     |
| Clairon          | 4'     |

| III Récit expressif C-c4 |    |
| Flûte harmonique         | 8' |
| Gambe                    | 8' |
| Voix céleste             | 8' |
| Flûte harmonique         | 4' |
| Octavin                  | 2' |
| Cornet V                 |    |
| Trompette                | 8' |
| Basson-hautbois          | 8' |

| Pédale C-g3    |     |
| Soubasse       | 32' |
| Principal      | 16' |
| Soubasse       | 16' |
| Principal      | 08' |
| Basse          | 08' |
| Principal      | 04' |
| Basse          | 04' |
| Plein-jeu V 00 |     |
| Bombarde       | 16' |
| Trompette      | 08' |
| Clairon        | 04' |

Die Chororgel wurde 1850 von dem Orgelbauer Ducroquet erbaut. 1890 wurde das Instrument durch die Orgelbaufirma Merklin restauriert und in dem heutigen Orgelgehäuse aufgestellt. Es hat 16 Register auf zwei Manualwerken und Pedal. Die Spieltrakturen sind mechanisch, die Registertrakturen sind pneumatisch.
| I Grand-Orgue C-g3 |               |     |
| 01.                | Bourdon       | 16' |
| 02.                | Montre        | 08' |
| 03.                | Bourdon       | 08' |
| 04.                | Salicional    | 08' |
| 05.                | Prestant      | 04' |
| 06.                | Plein-jeu III |     |
| 07.                | Trompette     | 08' |
| 08.                | Clairon       | 04' |

| II Récit expressif C-c4 |                  |     |
| 09.                     | Flûte harmonique | 08' |
| 10.                     | Gambe            | 08' |
| 11.                     | Voix céleste     | 08' |
| 12.                     | Flûte octaviante | 04' |
| 13.                     | Basson-hautbois  | 08' |
|                         | Tremolo          |     |

| Pédale C-f1 |                    |     |
| 14.         | Soubasse (= Nr. 1) | 16' |
| 15.         | Flûte (= Nr. 2)    | 08' |
| 16.         | Basse (= Nr. 2)    | 08' |

- Koppeln: II/I, I/P
- Spielhilfen: Appel d’anches, Crescendo

## Grabmäler

### Grabmal für Raynaud de la Porte

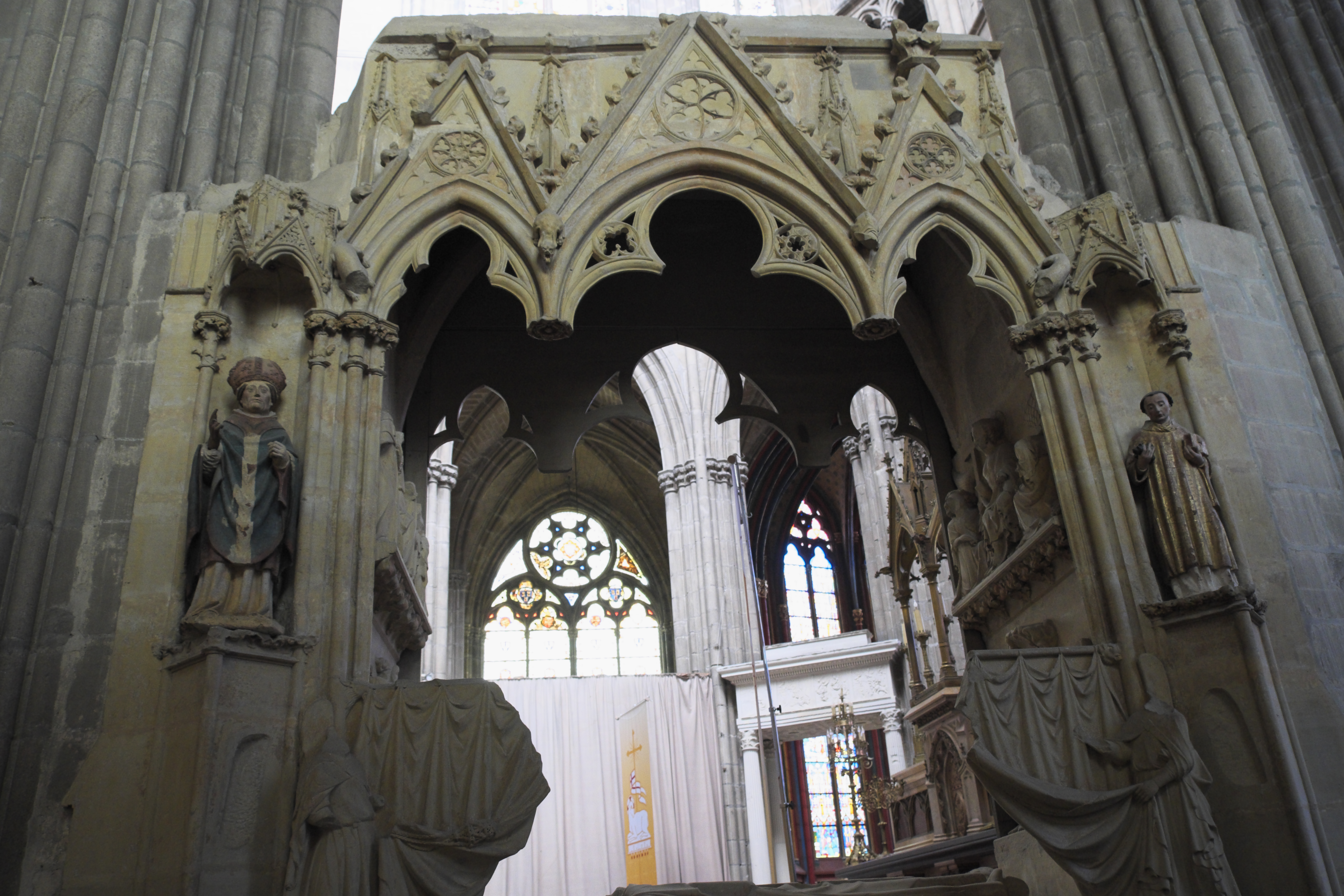
Grabmal für Raynaud de la Porte

Raynaud de La Porte war von 1294 bis 1316 Bischof von Limoges, er starb um 1323/25. Das Grabmal wurde vermutlich in seinem Todesjahr geschaffen. Der hohe Sockel ist mit Spitzbogenarkaden verziert, unter denen Chorherren stehen. Die Liegefigur des Bischofs wird von einem aus Stein gemeißelten Vorhang, den zwei Engel beiseite halten, am Kopf- und Fußende leicht verdeckt. Ein Engel schwenkt ein Weihrauchfass. Die Innenwände sind mit Reliefdarstellungen versehen. Sie stellen an der Kopfseite die Madonna mit dem Jesuskind und drei Bischöfe dar, darunter die heilige Valeria, die ihr abgeschlagenes Haupt dem heiligen Martial, dem ersten Bischof von Limoges, präsentiert. Auf der gegenüberliegenden Seite ist oben der thronende Christus mit zwei Engeln dargestellt, ein Engel hält das Kreuz, der andere die Dornenkrone, unten ist die Steinigung des heiligen Stephanus zu sehen. Das Grabmal wird von einem mächtigen Baldachin mit Dreipassbögen und Ziergiebeln überspannt. Das Grabmal ist stark beschädigt, den meisten Figuren wurden die Köpfe abgeschlagen. Die ursprünglichen Skulpturen der Ecknischen sind nicht mehr erhalten.

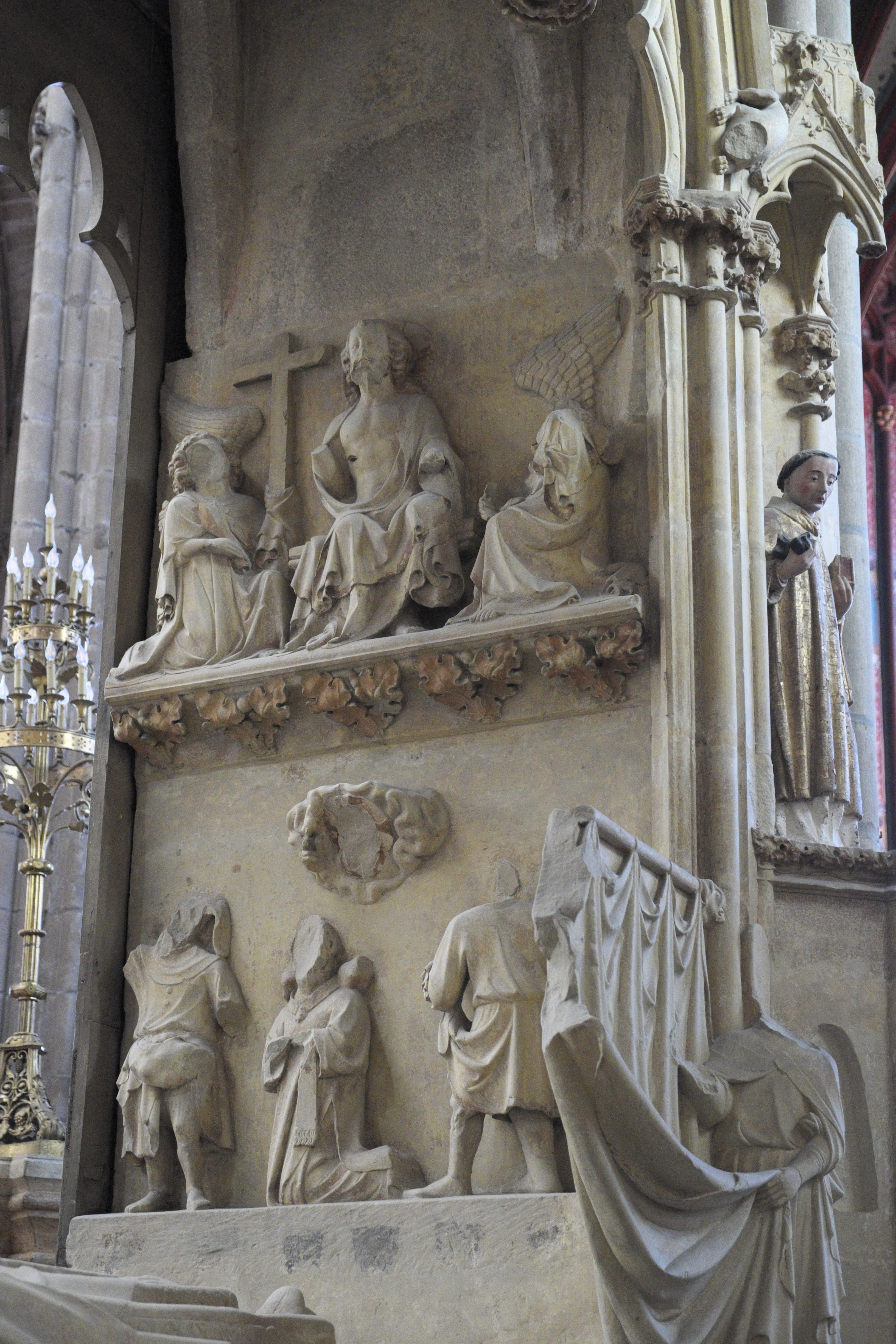
Thronender Christus, Steinigung des heiligen Stephanus
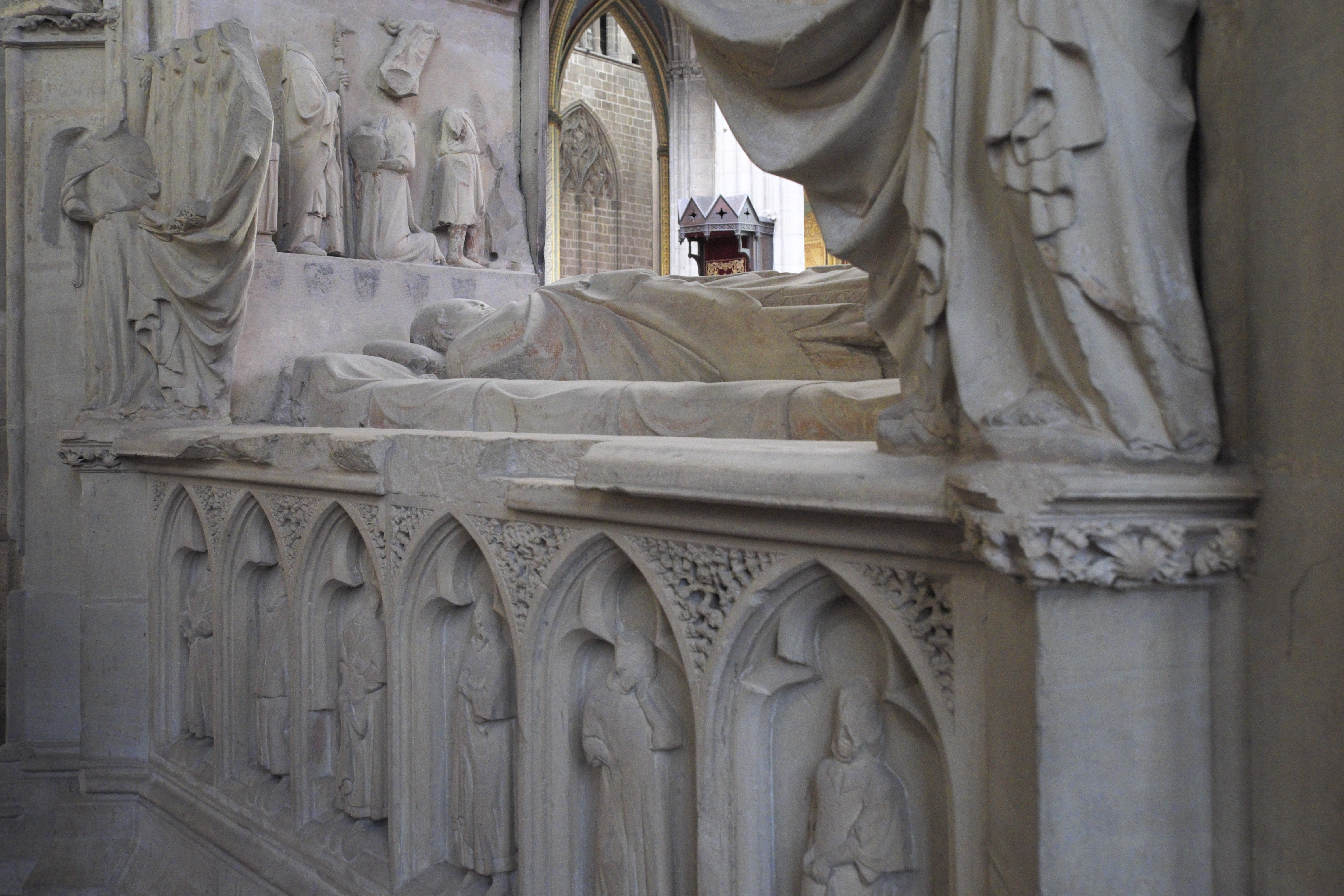
Grabmal für Raynaud de la Porte
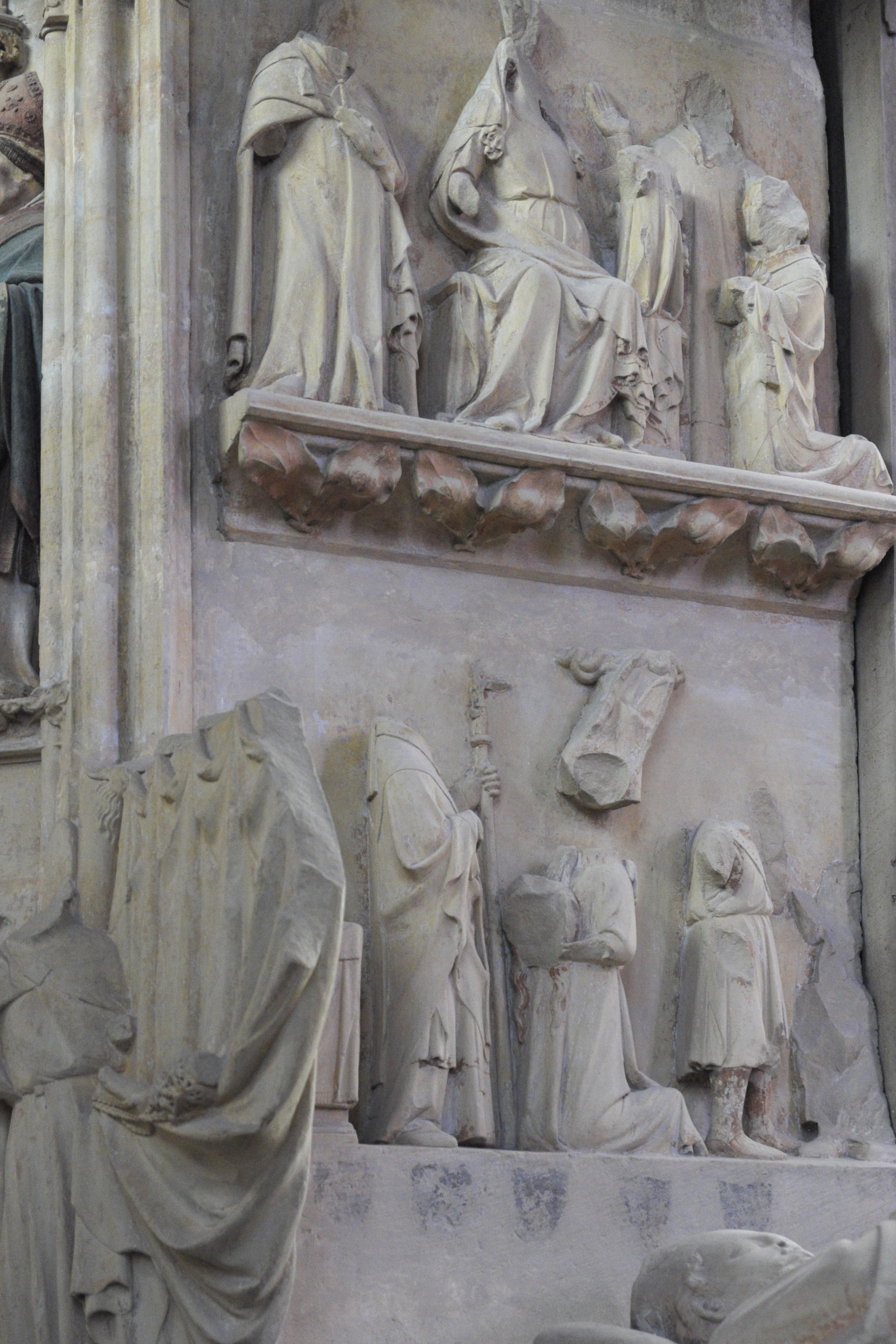
Madonna und Bischöfe, heilige Valeria und heiliger Martial

### Grabmal für Bernard Brun

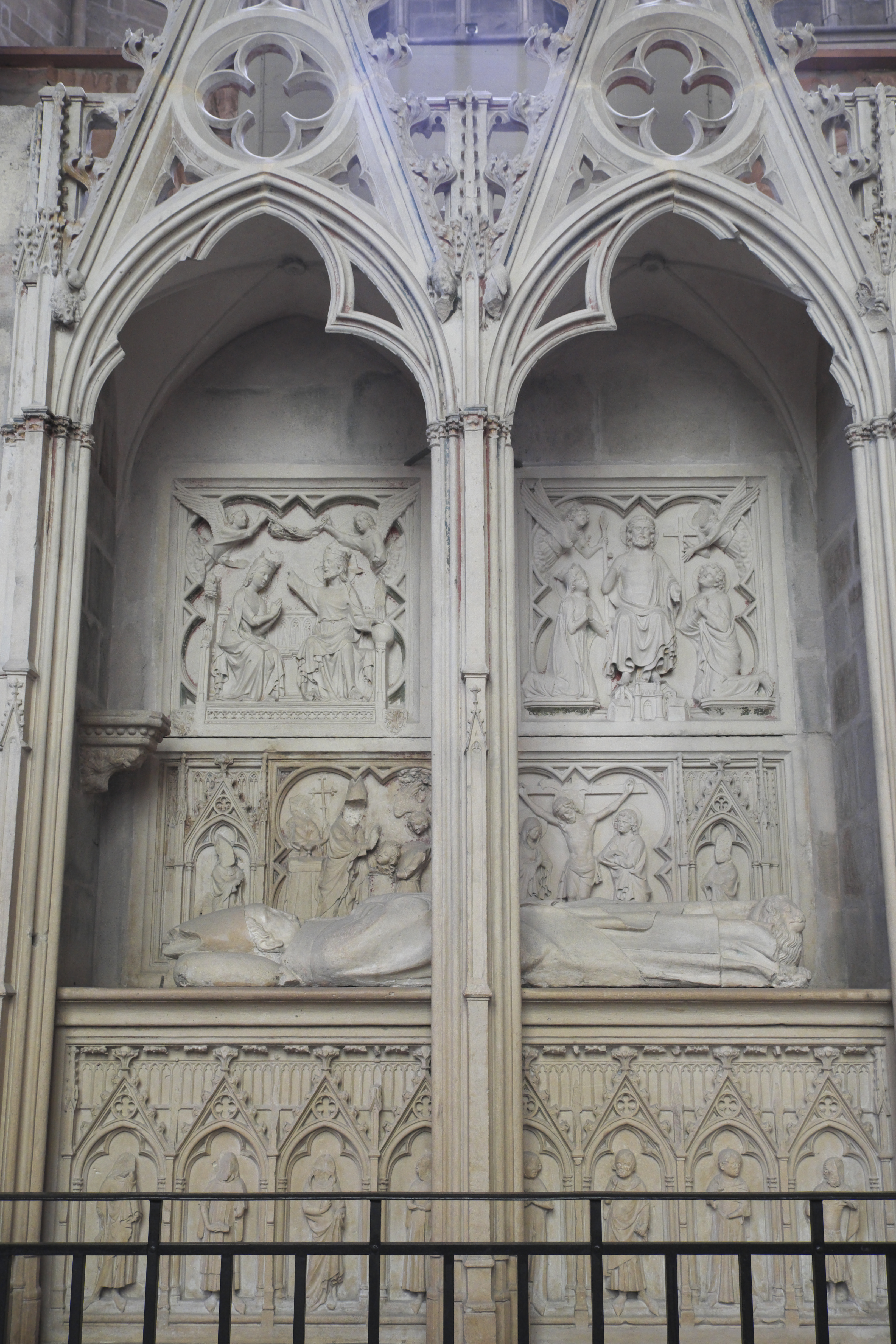
Grabmal für Bernard Brun

Bernard Brun war nacheinander Bischof von Le Puy-en-Velay, Noyon und Auxerre. Er starb um 1349/50. Das Grabmal in der Form eines Wandnischengrabes wurde in der Mitte des 14. Jahrhunderts ausgeführt. Der hohe Sockel ist mit acht spitzbogigen Arkaden, unter denen jeweils ein Chorherr steht, verziert. Auf dem Sockel ist der Verstorbene als Liegefigur dargestellt. Er ist mit bischöflichem Ornat bekleidet, auf seinem Haupt trägt er eine Mitra, seine Füße ruhen auf einem Löwen. An der Rückwand sind vier große Relieftafeln angebracht. Auf der linken oberen Tafel ist die Marienkrönung dargestellt, auf der rechten sitzt Christus auf einem Thron, zu seinen Füßen das Himmlische Jerusalem, vor ihm knien Maria und der Apostel Johannes, zwei Engel halten eine Lanze und das Kreuz. Auf der linken unteren Tafel präsentiert die heilige Valeria ihr abgeschlagenes Haupt dem heiligen Martial, auf der rechten Tafel ist Christus am Kreuz mit Maria und Johannes dargestellt. Das Grabmal wird von zwei spitzbogigen Arkaden mit Dreipassbögen gerahmt, die mit Krabben besetzte Ziergiebel bekrönen.

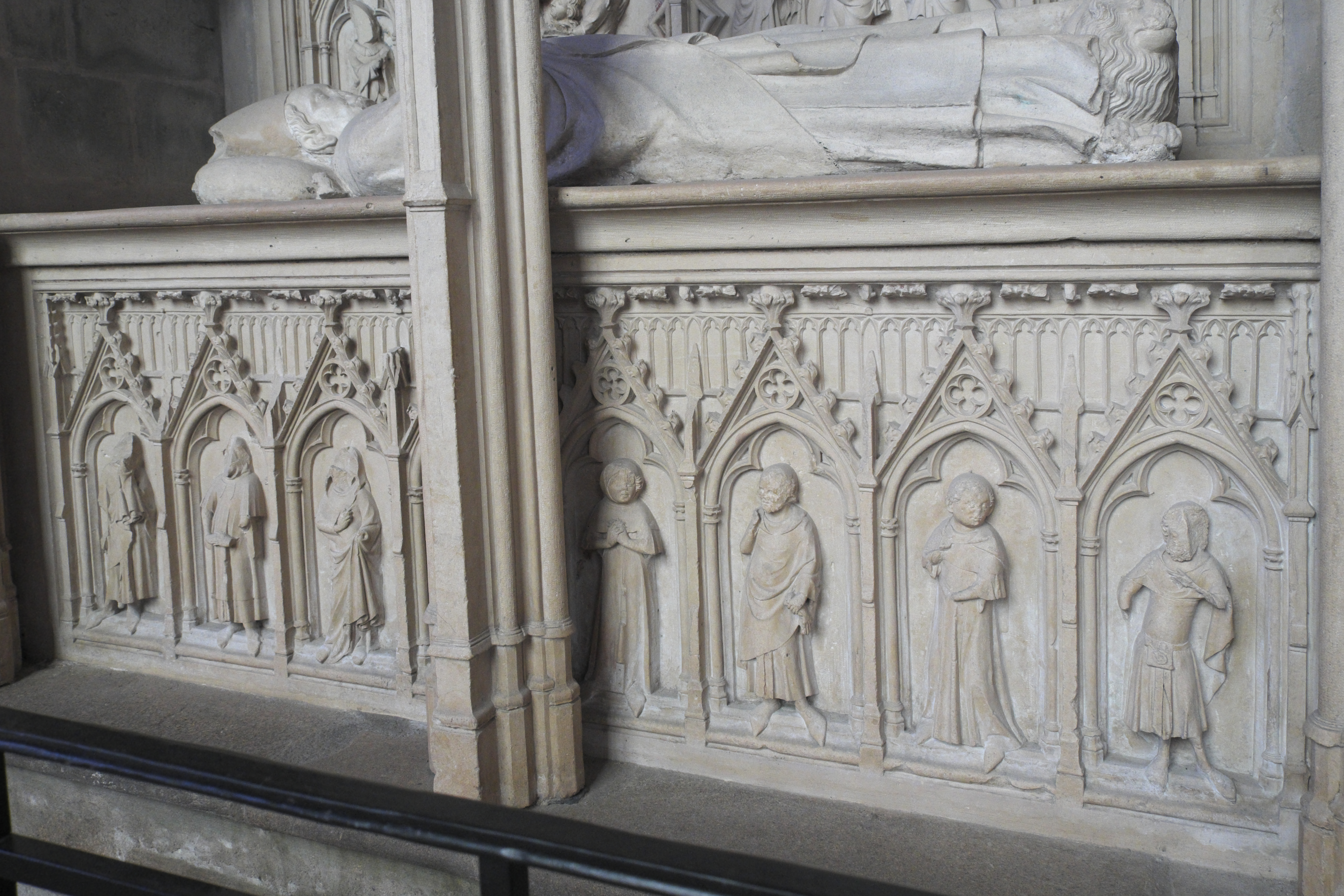
Sockel
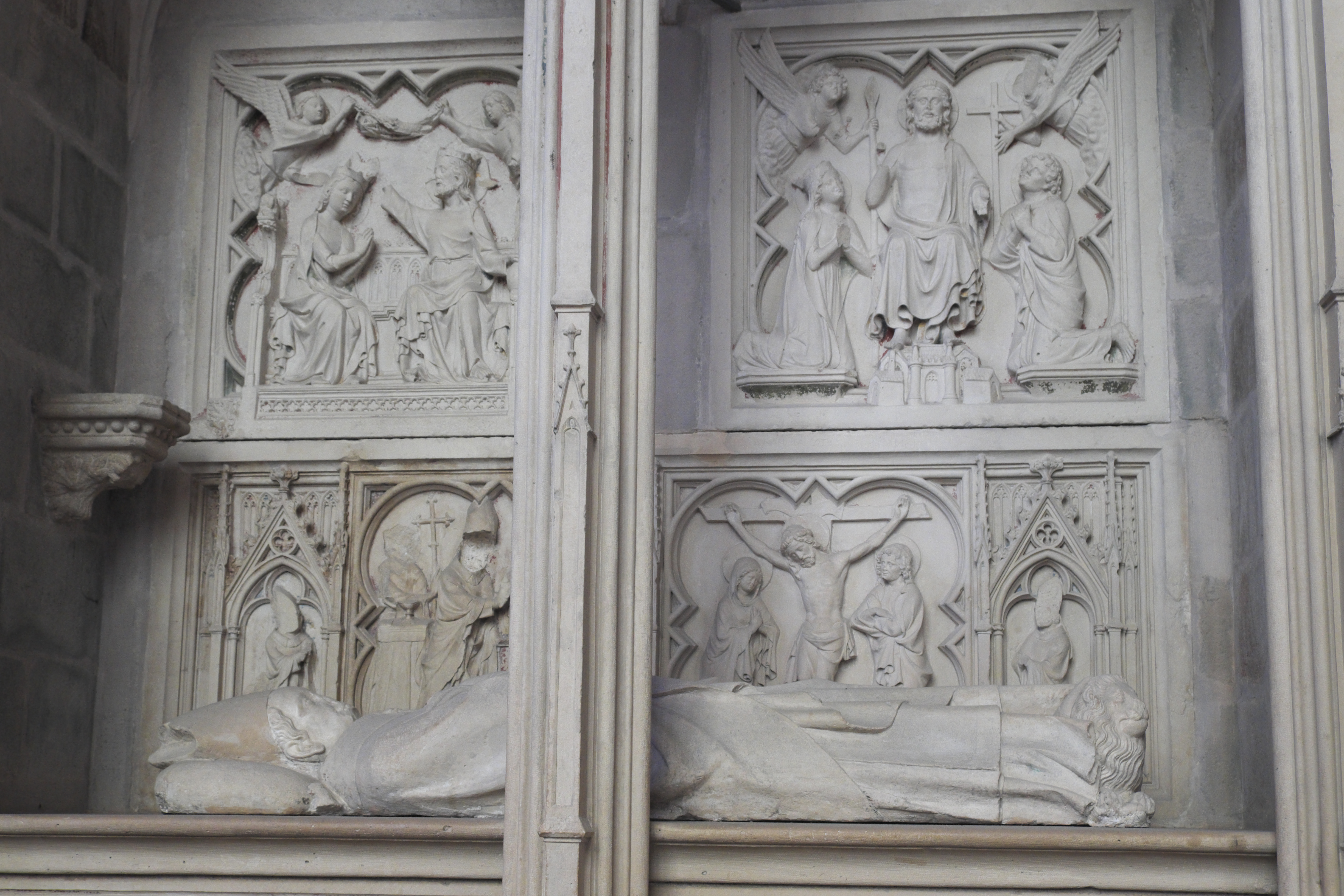
Reliefs

### Grabmal für Jean de Langeac

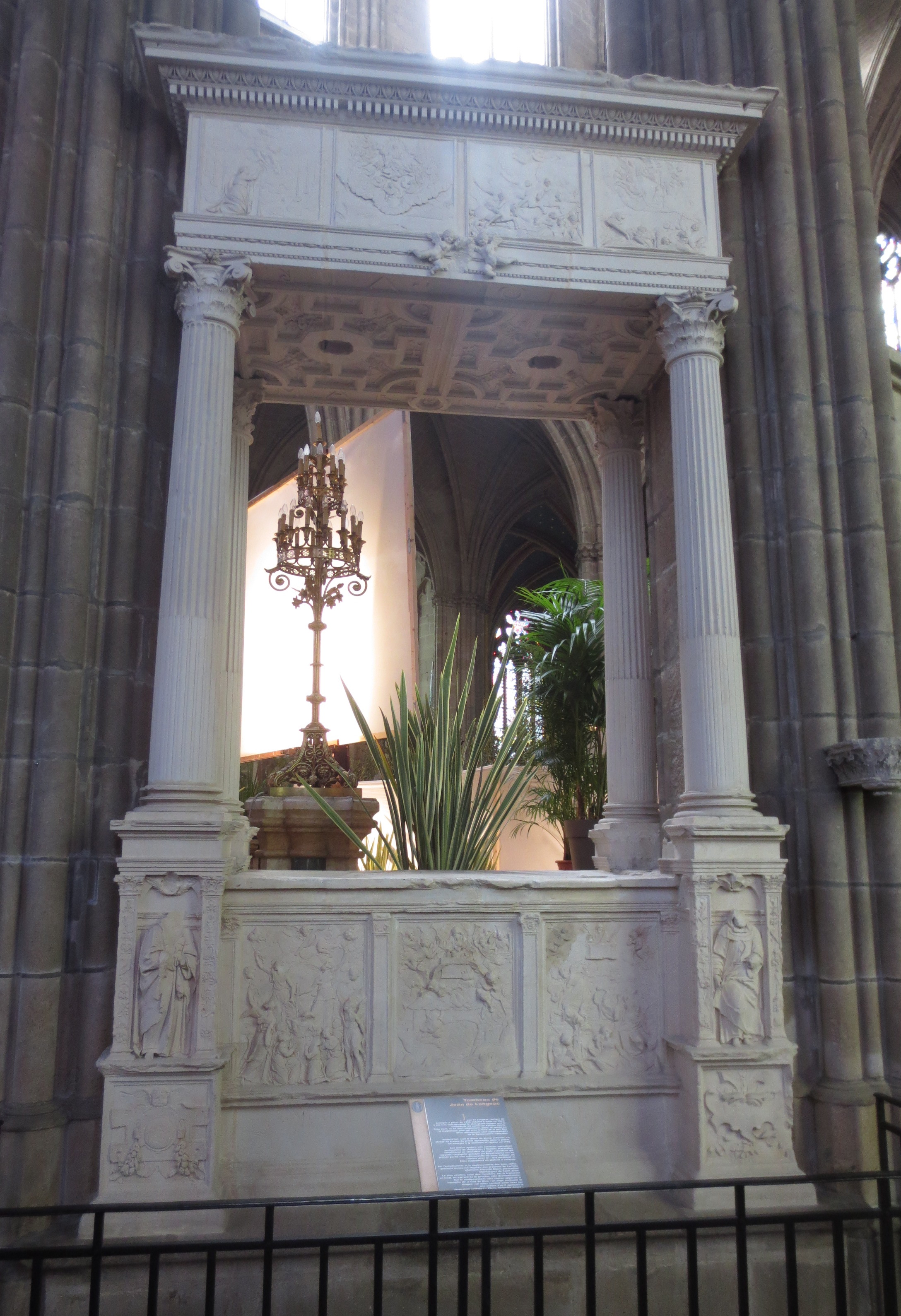
Grabmal für Jean de Langeac

Jean de Langeac war von 1533 bis zu seinem Tod im Jahr 1541 Bischof von Limoges. Das in Form eines Mausoleums gestaltete Grabmal wurde drei Jahre nach seinem Tod geschaffen. Es besteht aus einem hohen Sockel, an dessen Ecken vier kannelierte Säulen stehen, die mit korinthischen Kapitellen verziert sind und die ein Gebälk tragen. Am Sockel sind Relieftafeln angebracht, auf denen Szenen der Apokalypse nach Motiven von Albrecht Dürer dargestellt sind. In den Basen der Säulen sind Nischen mit Statuen von Chorherren eingeschnitten. Die Figuren sind stark beschädigt, die Bronzeskulptur des knienden und betenden Bischofs wurde 1793 eingeschmolzen.

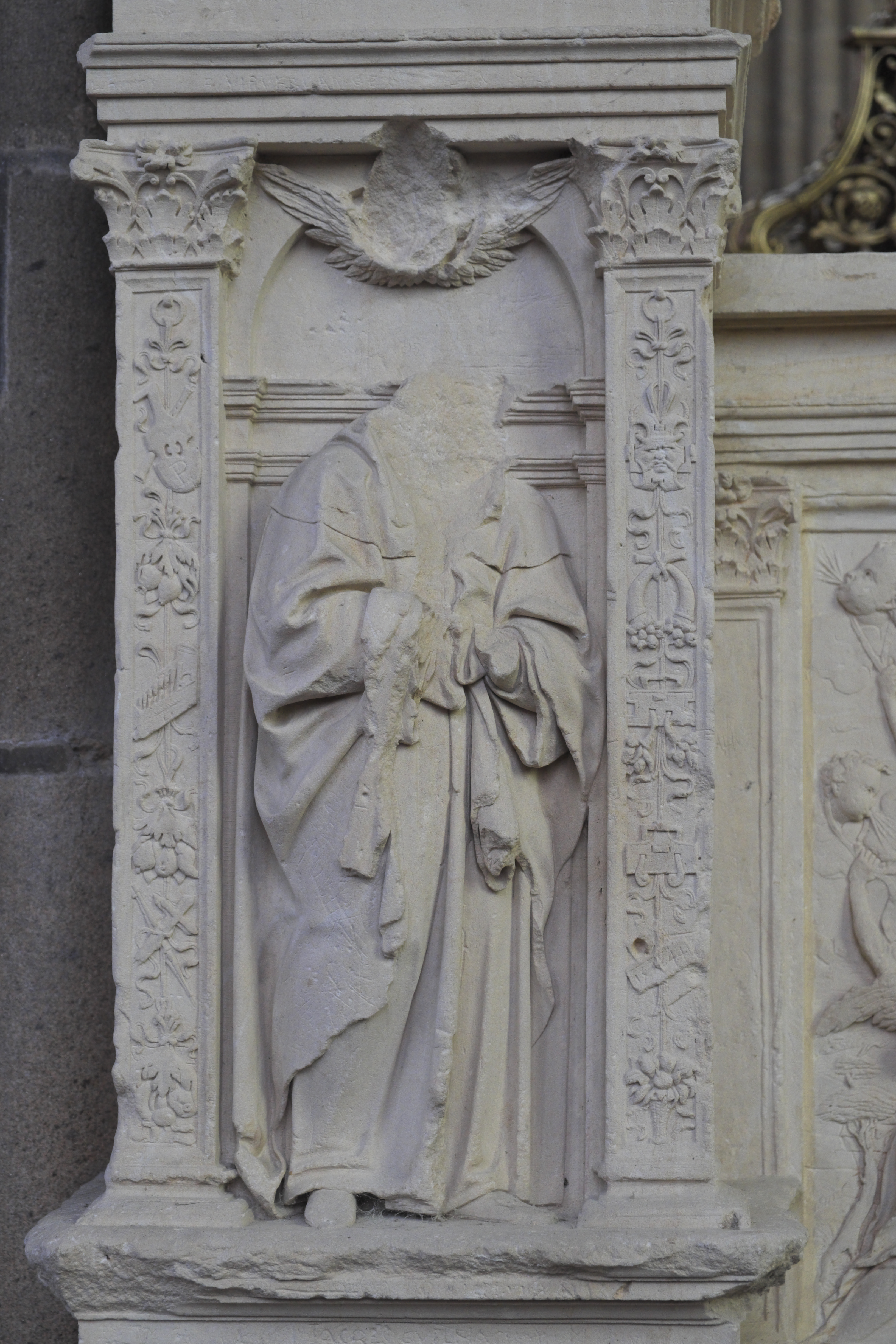
Chorherr
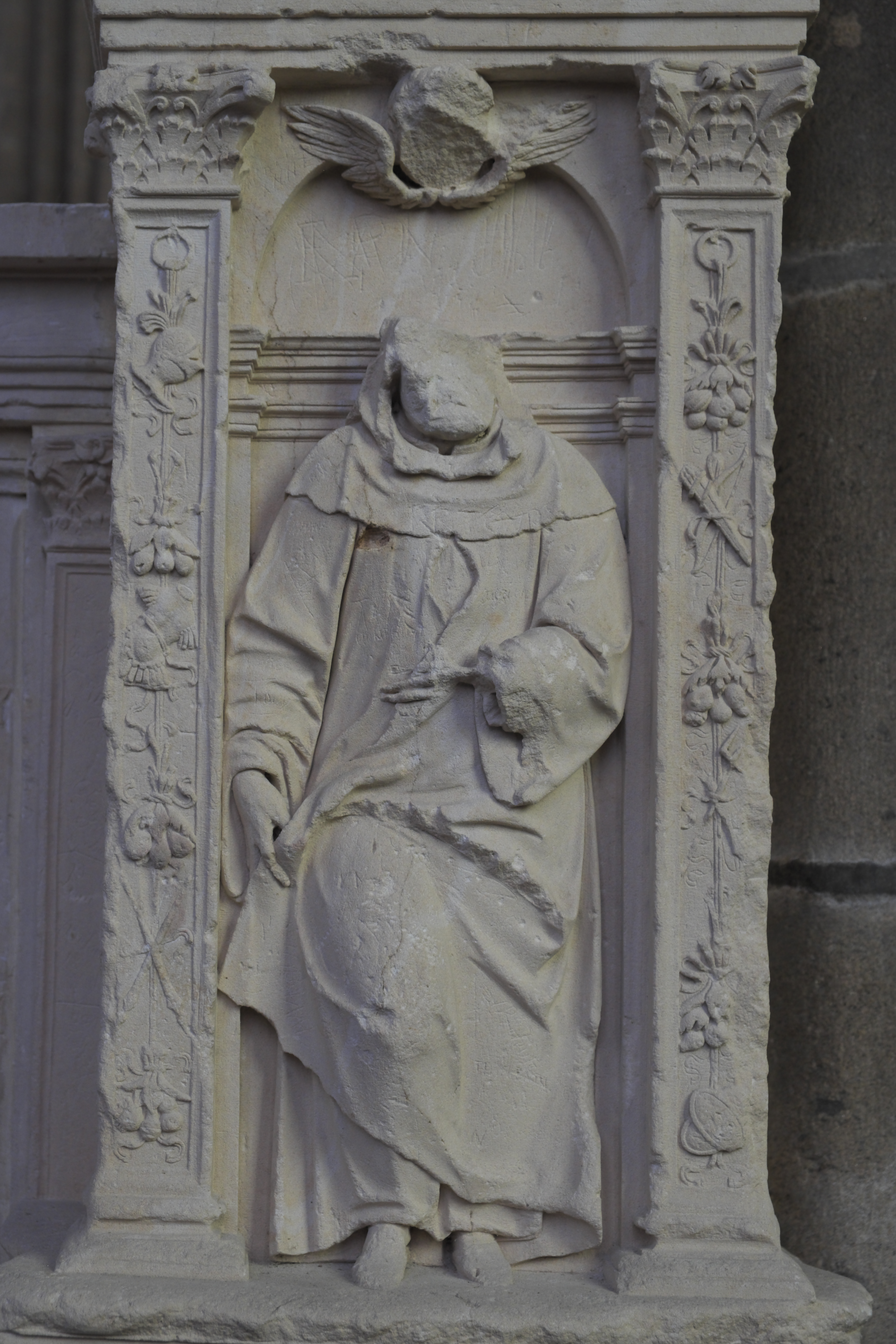
Chorherr
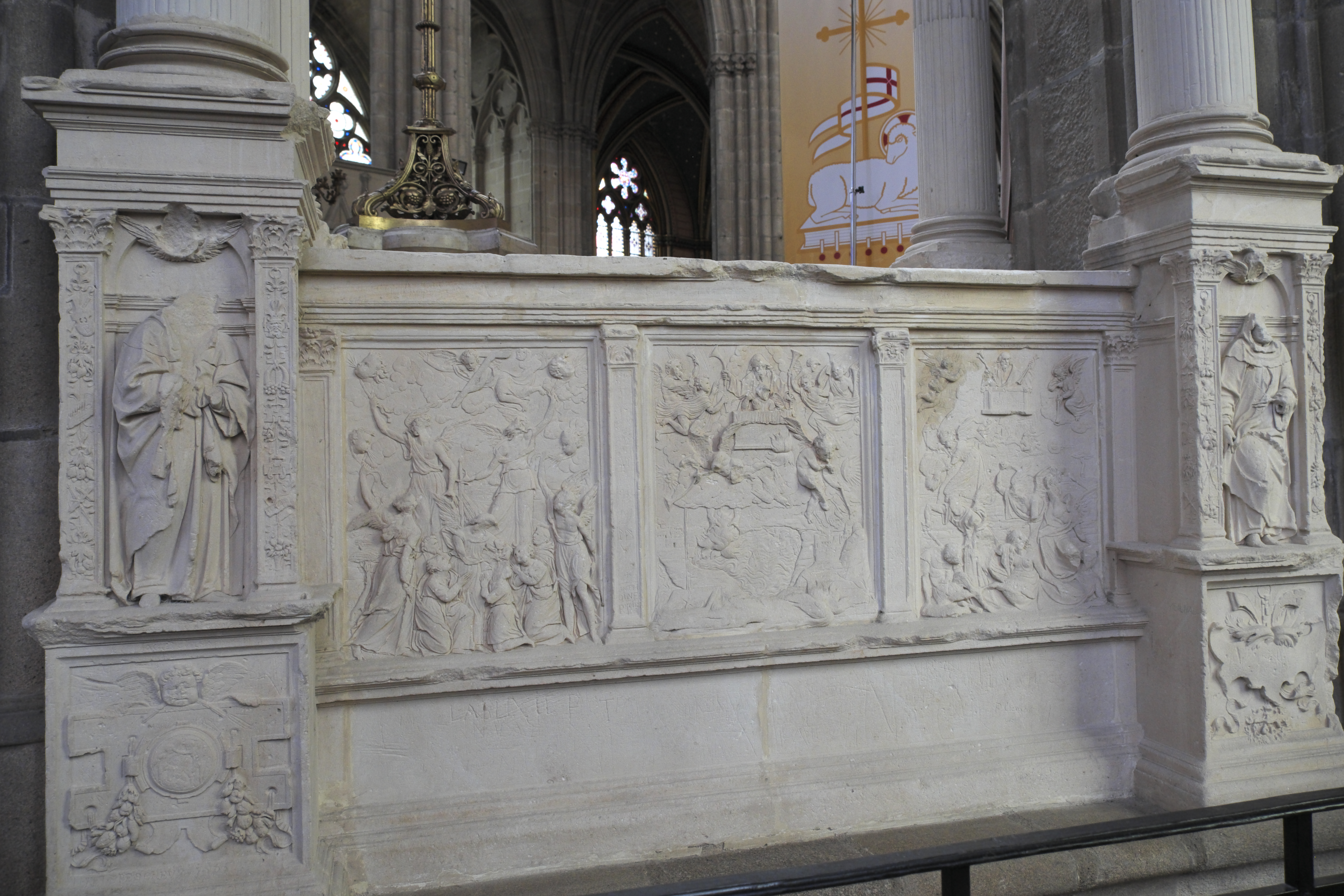
Reliefs am Sockel